# 日本プロサッカーリーグ
日本プロサッカーリーグ（にほんプロサッカーリーグ、英: Japan Professional Football League）は、日本のプロサッカーリーグ。略称はJリーグ（ジェイリーグ、英: J.LEAGUE）。公益財団法人日本サッカー協会（JFA）傘下の公益社団法人日本プロサッカーリーグが主催する。
明治安田生命保険とタイトルパートナー契約を結んでおり、「明治安田Jリーグ」と称している。

## 概説
1993年に10クラブで開始し、1998年までは1部のみの「Jリーグ」として最大で18クラブによって開催された。1999年から「Jリーグ ディビジョン1」（現：J1リーグ/J1）と「Jリーグ ディビジョン2」（現：J2リーグ/J2）の2部制に移行、2014年に「J3リーグ」（J3）が創設され3部制に移行した。J3リーグは日本サッカーのリーグ構成上、アマチュア最高峰の日本フットボールリーグ（JFL）と同格と位置付けられており、J1・J2とJ3とでは参加要件やスタジアム規定等の面において差別化が成されている。
2024年シーズン開始時点で、日本国内の41都道府県に本拠地を置く60クラブ（J1・J2・J3各階級とも20ずつ）が参加、また、JFLなどのカテゴリーに属するJリーグ百年構想クラブが4クラブ認定されている。リーグ構成については日本サッカーのリーグ構成 (1種)を参照。
アジアサッカー連盟（AFC）主催のクラブコンペティション（AFCチャンピオンズリーグなど）にはJ1リーグの上位に出場権が与えられている。2024年シーズンの結果に基づく出場枠については、基本的にJ1リーグの上位3クラブ（前年のAFCクラブコンペティションの結果により変動あり）がAFCチャンピオンズリーグエリートに出場する。

## 理念と活動方針
Jリーグでは、次の3つの理念を掲げている。
- 日本サッカーの水準向上およびサッカーの普及促進
- 豊かなスポーツの振興および国民の心身の健全な発達への寄与
- 国際社会における交流および親善への貢献

また、次の内容の活動方針を掲げている。
1. フェアで魅力的な試合の開催
2. スタジアム環境の確立
3. 地域交流の推進
4. フットサルの普及
5. サッカー以外のスポーツの推進
6. 障がい者スポーツの推進

この活動方針は、Jリーグの3つの理念を実現するための方法とみなせる。

### クラブ名称表記
Jリーグでは地域密着の観点から、チーム名及び呼称に必ず地域名を含めるよう求めている（Jリーグ規約第31条第1項）。また、新規参入クラブがJリーグに加入する際にはその名称について理事会の承認を求めており（Jリーグ規約第31条第2項）、運営母体となった企業名等をチーム名に含めることを原則排除している。一方で、クラブ運営法人に関しては当初より企業名の排除を求めておらず（柏レイソルの運営法人である「日立柏レイソル」、ヴィッセル神戸の運営法人である「楽天ヴィッセル神戸」など）、JSL時代の実業団チームからJリーグクラブへの過渡期においては、日本サッカー協会に登録した正式チーム名について企業名を冠した運営法人名を使用した「読売日本サッカークラブ(読売ヴェルディ)」（ヴェルディ川崎）、「三菱浦和フットボールクラブ」（浦和レッズ）、「東日本JR古河サッカークラブ」（ジェフユナイテッド市原）、「全日空佐藤工業サッカークラブ(ASフリューゲルス)」（横浜フリューゲルス）、「パナソニックガンバ大阪」（ガンバ大阪）、「日産FC横浜マリノス」（横浜マリノス）といった登録名を用いていた時期がある。
このことについて、Jリーグ初期のころ、報道等における企業名排除を求めた初代チェアマン・川渕三郎と、（日本プロ野球のような）企業名を冠するチーム名表記を求めた読売新聞主筆・読売巨人軍会長などを歴任した渡邉恒雄が対立した「川渕・渡邉論争」という問題が起きた。渡邊は「Jリーグの理念は空疎だ」として、企業名を排除し、地域名を重視するのは現実離れしていると主張したもので、実際1994年のゼロックススーパーカップまでは読売新聞系メディアではヴェルディ川崎を「読売ヴェルディ（川崎）」と企業名を出して報道していた。この「川渕・渡邉論争」について、川淵は「あの論争があったからJリーグの理念が世間に広まった。今は感謝の気持ちしかない」と述べている。
2024年9月30日に公開されたJリーグ公式YouTubeチャンネルの動画内で第6代チェアマンの野々村芳和と対談した川淵 は、チーム名に企業名を記すことを禁じた規約はリーグ発足当初からなかったことに触れ、リーグ発足にあたって読売グループの他、ガンバ大阪の親会社・パナソニックら複数の出資企業が企業名排除に反対していたものの、当時のマスコミの論調に乗る形でチェアマン権限で押し切ったことを明かし、「これ（企業名外し）がなくちゃ、もう絶対成功しない。間違いなく成功しなかった」と述べた。一方で、ジェフユナイテッド市原の名称である「ジェフ」(JEF) が出資元である東日本旅客鉄道 (JR East) と古河電工 (Furukawa) のイニシャルに由来していることは承知しており、「ジェフと言ってもJR東日本と古河電工だって思う人は誰もいない。愛称と言うことで決めた」「例えばコカ・コーラ (Coca-Cola) が参入して、CC何とかというチーム名にするとなったときに、それをコカ・コーラと思う人はいないのと同じ」と、企業名に由来するイニシャル等であっても直接企業を連想させるものでなければ容認して良いのではないかとの私見を披露した。
なお、大宮アルディージャが2025年シーズンからチーム名を「RB大宮アルディージャ」に改称する際も、「RB」は親会社となったRed Bull GmbHの略称ではなく「Rasen Ballsport」（「芝生の球技」を意味する造語）の略語と説明している。ドイツ・ブンデスリーガにおいてもJリーグ同様、企業名をチーム名に入れることを原則認めていないため、レッドブルが主要スポンサーとなっているRBライプツィヒにおいても「RB」は「Rasen Ballsport」の略であると説明している。

## 設立経緯
日本におけるサッカー競技は、アマチュア主体の全国リーグである日本サッカーリーグ（JSL）が1965年に創設され、1968年の日本代表のメキシコ五輪銅メダル獲得もあり、一時的に人気を得たが、その後の日本代表の成績不振もあり、長らく観客動員は低迷した。1980年代にプロ化を視野に入れた読売クラブ×日産自動車は観客を集めたものの、総じて日本リーグの人気は停滞し、マスメディアにも大きく扱われるほどの存在ではなかった。JSLや日本サッカー協会（JFA）ではその様な状況を打破しようと、1982年からリーグ主導の試合開催から、各チームが試合を主催する「自主運営」に移行したり、1984年には釜本邦茂の後ろ向きヌードポスター『格闘技宣言。』、1985年には明石家さんまの上半身裸のポスターを製作するなど、人気回復に向け模索を続けていたが上手くいかなかった。日本サッカーのプロ化としては、1968年に日本代表がメキシコ五輪で銅メダルを獲得した後、当時の日本蹴球協会（日本サッカー協会）会長・野津謙が将来の"プロ化導入"を目指して読売新聞社社主の正力松太郎にプロサッカーチームの創設を依頼したり、1977年に西ドイツブンデスリーガで、日本人初のプロサッカー選手となった奥寺康彦が、1986年に帰国し古河電工に復帰する際、森健兒が導入したスペシャル・ライセンス・プレーヤー制度により奥寺、木村和司を始め、翌年からはJSLの多くの選手がプロになっていた。また1986 FIFAワールドカップ・アジア予選で、ワールドカップ出場まであと一歩まで迫りながら、韓国代表に敗れ出場を逃した日本代表の森孝慈日本代表監督が、「（プロ化を先んじていた）韓国に追いつくには日本にもプロを作るしかない」と訴え、長沼健サッカー協会専務理事に自身のプロコーチとしての契約を要求したが拒否され辞任したことがあった。
1980年代後半は、プロとアマチュアの選手が混在し、サッカー協会はプロ選手を認めているのにもかかわらず、リーグはアマチュア、日本代表の試合もアマチュア基準に合わせるという歪な状態が続いた。
このような流れを受け、翌1988年3月にJSL総務主事・森健兒、JSL事務局長・木之本興三を中心として設置した「JSL第一次活性化委員会」が、実質的な「Jリーグ」のスタートと見られる
。Jリーグ公式サイトの「Jリーグの歴史」、J.League x JFA公式サイトの「サッカーで振り返る平成史」でも、この1988年3月「JSL活性化委員会」設置をその始まりに置いている。『サッカー批評』は「JSL第一次活性化委員会」を"実質的なプロ化検討委員会の創設"と評している。「JSL第一次活性化委員会」は、6回目の1988年7月21日に、森が「現状改革を進めながら、トップリーグを商業ベースによる事業化を志向した『スペシャルリーグ』（プロリーグ）にすることを検討する」という結論を出し、最終報告書をまとめて日本サッカー協会の理事会に提出した。1988年8月に森の後任として川淵三郎がJSL総務主事となり、同年10月に川淵が「JSL第二次活性化委員会」を設置。サッカー協会内部では“JSLの活性化”では意見が一致し、長沼健や岡野俊一郎ら幹部の中には本音ではリーグをプロ化したいと考える者もいたが、ペレのいた北米リーグが失敗した例もあり、まだまだ“リーグのプロ化”に対しては親会社から出向してきた当時の1部リーグに所属する実業団チーム出身の役員達を中心に「プロ化は時期尚早」や「プロ野球の球団ですら赤字経営なのに、サッカーではまともに採算が取れる訳がない」などの意見が「JSL評議委員会」で大勢を占めた。実業団チームのほとんどは、サッカーを福利厚生の一環と考え「プロ」という言葉に反発を感じる人は少なくなかった。川淵は「活性化委員会」の議論をJSLではなく、日本サッカー協会(JFA)に移さなければ何も始まらないと判断し、翌1989年6月に「JSL第二次活性化委員会」を解散させ、日本サッカー協会の副会長になっていた長沼健に要請し、JFA内に「プロリーグ検討委員会」が設置された。保守的な日本サッカー協会理事会の承認を得るために「検討」という文字が付いていたが、実際には関係者の間では、既にプロリーグの発足は既定の方針として固まっていた。やりようによってはプロリーグが出来るという段階まで来たのはこの「プロリーグ検討委員会」が設置されたときである。文部省体育局の向井正剛が承認し、プロリーグ構想は具現化され、1991年7月1日、新プロリーグの正式名称を「日本プロサッカーリーグ」とし、愛称を「Jリーグ」とすることを発表、日本初のプロサッカーリーグの「日本プロサッカーリーグ」（Jリーグ）が発足した。「Jリーグ」という呼称は、博報堂が提出した複数の案の中から川淵が気に入り採用に至ったもの。博報堂は「釜本のポスター」からJSLと接点を持っていたが、当時は会社のビジネスではなく、個人のネットワークを生かした手伝い程度の物で、電通がペレの引退興行を始め、サッカー協会に深く入り込んでいて入る余地はなかった。しかしプロサッカーリーグに関しては電通は「実現性が乏しい」と判断していたといわれる。Jリーグを博報堂が手掛けることになったのは長沼副会長からのリンクといわれる。
1986年6月のメキシコワールドカップ開催中の会見で、FIFAの第7代会長・ジョアン・アヴェランジェから、1998年か2002年をアジアでのFIFAワールドカップ最初の開催地として日本が念頭にあるような示唆を得て、1989年11月、正式にFIFAに2002 FIFAワールドカップ日本開催の意思を伝える。日本がワールドカップを開催するにふさわしい国であることを証明するためにも、FIFAの要求を満たすスタジアムの建設などの他、日本代表のワールドカップ初出場を念頭に置いた強化とそれに伴うプロリーグ創設、成功が不可欠となった。ワールドカップはオリンピックとは違い、全国展開のため、拠点拠点にFIFAの要求を満たすスタジアムを造らねばならず、ワールドカップの招致とプロリーグ創設を結び付けた。サッカー協会内の慎重論から川淵らを後押しした長沼は、「プロリーグの成功とワールドカップ誘致は、車の車輪であると認識した。同時並行で推進しなければ、片方がつまずけば両方ころぶ。幸いバブル経済の余韻が残っていた時期に、Jリーグのスタートが間に合った」と述べている。また、あれほど弱かった日本代表が、Jリーグ開始前に突然強くなったこともJリーグ人気を後押しした。Jリーグが創設されると川淵がJリーグチェアマンとして、日本代表の強化委員長としてマスメディアに盛んに露出し脚光を浴びたため、Jリーグは川淵が作ったかのようにイメージが付いた。プロリーグの創設は、日本のサッカーを盛んにしたい、強くしたいという多くの人たちの長年の仕事の積み上げにより作られたものではあるが、最後の一歩は川淵のバイタリティ、強引さが大きな原動力になった事も事実ではある。しかし、森健兒と木之本興三は、不毛状態が続いた日本サッカーリーグ時代から長きに渡りプロ化を考え、その運営に携わっていて、川淵は日本サッカーに絶望し、一時サッカー界から離れていた時期があり、後から入って来た川淵に手柄を取られたようで面白くなかった。川淵は最初にプロリーグの話を聞いたときも「バカじゃないか」と思ったと話しており、森の後任でJSL総務主事に抜擢された際も、木之本から「プロ化する気持ちがないなら来ないで」と言われたほどで、森は「プロ化の道筋をつけてから川淵さんにバトンタッチした」と述べている。特に木之本にとって川淵は古河電工でのかつての上司でもあり、当初の関係は悪くはなかったが、2002 FIFAワールドカップ後、読売新聞に次期チェアマン候補として木之本の名前が出ると、急に木之本と川淵の関係が悪くなった。川淵の後任チェアマンには鈴木昌が就任したが、木之本は「公平な立場でなければならないチェアマンにクラブ出身の社長はまだ早い」と反対したら、鈴木と川淵からJリーグ専務理事・JFA常任理事と、Jリーグ映像他、Jリーグ関連の子会社の社長を解雇され、Jリーグ及びJFAから追い出された。森、木之本の二人と川淵の間に確執が生まれ、この恨みからか『日刊ゲンダイ』などのマスメディアで川淵を批判した。
1992年には前哨戦として、ヤマザキナビスコ（現・ヤマザキビスケット）をスポンサーとし第1回のJリーグヤマザキナビスコカップが開催された。

## 沿革
- 1988年
  - 3月、JSLによって日本サッカーリーグ事務局内に第一次JSL活性化委員会が組織される[42]。
  - 7月、第一次JSL活性化委員会による第一回報告書が日本サッカー協会へ提出される。
  - 8月、川淵三郎がJSLの総務主事に就任する。
  - 10月、第二次JSL活性化委員会が組織される。
- 1989年
  - 6月、第二次JSL活性化委員会による最終報告書が日本サッカー協会へ提出される。
- 1990年
  - 3月、ホームタウン制、ホームスタジアムの確保、拠出金などJリーグ参加条件の詳細が決定される。
  - 6月、日本サッカーリーグ参加クラブへJリーグ参加の要請が行われ、20団体からプロリーグ参加希望の返答。
  - 8月、プロリーグ検討委員会が組織される。
- 1991年
  - 2月、発足時に加盟する10クラブが発表される（オリジナル10参照）。
  - 3月、プロリーグ設立準備室が組織され、川淵が室長に就任。
  - 7月、プロサッカーリーグ設立の報道発表。正式名称、ロゴマークなどが発表される。
  - 11月 、「社団法人 日本プロサッカーリーグ」設立。初代チェアマンに川淵が就任。
- 1992年
  - 3月29日の最終節限りで日本サッカーリーグ（JSL）は廃止。
  - 5月、Jリーグ開幕時に参加する10クラブのユニフォームなどが「Jリーグ・プレスプレビュー」で報道発表される。
- 1993年
  - 4月、Jリーグ規約施行。
  - 5月15日、「サントリーシリーズ」開幕で初年度のリーグ戦開始（1993年Jリーグ開幕節 参照）。横浜マリノス VS ヴェルディ川崎の神奈川ダービーで幕を開ける。
- 1994年
  - ベルマーレ平塚、ジュビロ磐田が加盟。
- 1995年
  - 勝点制を導入。
  - セレッソ大阪、柏レイソルが加盟。
- 1996年
  - マルチボールシステムを導入。
  - アビスパ福岡、京都パープルサンガが加盟。
  - このシーズンはクラブ数の増加に伴う試合数の増加により、2ステージ制およびチャンピオンシップを実施せず、通年の勝ち点で年間優勝を決定。
  - 3月、「Jリーグ百年構想」をキーワードとした広報活動が開始される。
- 1997年
  - ヴィッセル神戸が加盟。
  - 4回戦総当たりを2回戦総当たりへ変更し、再び前期後期制およびチャンピオンシップを実施。
- 1998年
  - コンサドーレ札幌が加盟。
  - J1参入決定戦を実施。
- 1999年
  - 2月、横浜フリューゲルスと横浜マリノスとが合併し、新たに横浜F・マリノスとしてJ1に参加。
  - 3月、ディビジョン1（J1、16クラブ）とディビジョン2（J2、10クラブ）の2部制に移行。ベガルタ仙台、モンテディオ山形、大宮アルディージャ、FC東京、川崎フロンターレ、ヴァンフォーレ甲府、アルビレックス新潟、サガン鳥栖、大分トリニータが加盟。
  - PK戦を廃止、引き分け制を導入。延長を含め120分以内に勝敗が決しない場合は引き分け。
- 2000年
  - 水戸ホーリーホックが加盟。
- 2001年
  - 横浜FCが加盟。
- 2002年
  - J2での延長戦を廃止。
  - 7月、2代目チェアマンに鈴木昌が就任。
  - Jリーグアカデミー・サポートセンターが発足。
- 2003年
  - J1での延長戦を廃止。
- 2004年
  - J1・J2入れ替え戦を導入。
- 2005年
  - J1の所属クラブ数が増加（16クラブ→18クラブ）。
  - 徳島ヴォルティス、ザスパ草津が加盟。
  - J1を1ステージ制へ移行。Jリーグチャンピオンシップを廃止。
- 2006年
  - 愛媛FCが加盟。
  - 7月、3代目チェアマンに鬼武健二が就任。
- 2007年
- 2008年
  - ロアッソ熊本、FC岐阜が加盟。
- 2009年
  - 栃木SC、カターレ富山、ファジアーノ岡山が加盟。
  - J1・J2入れ替え戦を廃止。
  - Jサテライトリーグを廃止。
- 2010年
  - ギラヴァンツ北九州が加盟。
  - 7月、4代目チェアマンに大東和美が就任。
- 2011年
  - ガイナーレ鳥取が加盟。
- 2012年
  - 4月1日、「公益社団法人 日本プロサッカーリーグ」に移行[92]。
  - FC町田ゼルビア、松本山雅FCが加盟。
  - J1昇格プレーオフを導入。
  - J2・JFL間での入れ替え制度を導入。
  - タイ・プレミアリーグ、ベトナムサッカーリーグ、ミャンマーサッカーリーグとパートナーシップ協定を締結。
- 2013年
  - Jリーグクラブライセンス制度を導入。
  - V・ファーレン長崎が加盟、FC町田ゼルビアが正会員資格喪失。
  - Jリーグ月間MVPを新設。
  - Jリーグマスコット総選挙を新設。
  - カンボジア・リーグ[93]、Sリーグ（シンガポール）[94] とパートナーシップ協定を締結。
- 2014年
  - 2月、5代目チェアマンに村井満が就任。
  - 3部にあたる下部リーグ・J3リーグ（J3、11クラブ+Jリーグ・アンダー22選抜の計12クラブ/チーム）[95]を新設。J3リーグ独自の「タイトルパートナー」（特別協賛）として明治安田生命保険と契約を締結し、名称を「明治安田生命J3リーグ」に制定。
  - カマタマーレ讃岐 (J2)、AC長野パルセイロ、SC相模原、ツエーゲン金沢、ブラウブリッツ秋田、FC琉球、Y.S.C.C.横浜、藤枝MYFC、福島ユナイテッドFC、グルージャ盛岡（以上J3）が新規加盟。FC町田ゼルビアが再加盟。
  - J3発足に伴いJ2・JFL間での入れ替え制度を廃止。
  - インドネシア・スーパーリーグ[96] とパートナーシップ協定を締結。
- 2015年
  - スポンサーカテゴリーに「タイトルパートナー」を新設し、明治安田生命保険相互会社と契約を締結。リーグ全体の総称を「明治安田生命Jリーグ」（英: MEIJI YASUDA J.LEAGUE）[注釈 14]、また各カテゴリーごとのタイトルも「明治安田生命J（1・2・3）リーグ」に統一。
  - J1を11年ぶりに2ステージ制へ移行。ステージ優勝クラブと年間勝点1位、2位、3位の最大5クラブが出場できるJリーグチャンピオンシップを復活させる。
  - レノファ山口FCが加盟。
  - バニシング・スプレーの使用を開始。
  - ニューイヤーカップを新設。
  - イランサッカーリーグ[97]、マレーシア・スーパーリーグ[98]、カタール・スターズリーグ[99] とパートナーシップ協定を締結。
- 2016年
  - 鹿児島ユナイテッドFCが加盟。Jリーグ・アンダー22選抜が活動終了し、FC東京U-23・ガンバ大阪U-23・セレッソ大阪U-23がJ3に参加。
  - Jサテライトリーグが7年ぶりに復活。
  - 3月、日本トップリーグ連携機構へ加盟[100]。
  - Aリーグ（オーストラリア）と戦略的連携協定を締結[101]。
  - 7月20日、イギリスの大手動画配信会社パフォーム・グループと2017年から2026年まで10年間の放映権を契約。
- 2017年
  - アスルクラロ沼津が加盟。
  - J1を3年ぶりに1ステージ制へ移行。JリーグチャンピオンシップおよびJ2・J3入れ替え戦を廃止。
  - ラ・リーガ（スペイン）と戦略的連携協定を締結[102]。
- 2018年
  - J1昇格プレーオフを廃止し、J1参入プレーオフを導入。
- 2019年
  - ヴァンラーレ八戸が加盟。
- 2020年
  - FC今治が加盟。
  - 3月2日、2020年3月3日付で一般社団法人日本野球機構(NPB)と共同による新型コロナウイルス対策連絡会議を設置し、専門家チームを置くことを発表。
  - 6月、FC東京U-23がJ3リーグ参加辞退および活動終了[103]。
- 2021年
  - テゲバジャーロ宮崎が加盟。
  - ガンバ大阪U-23・セレッソ大阪U-23が活動終了。
- 2022年
  - いわきFCが加盟。
- 2023年
  - 奈良クラブ・FC大阪が加盟。
  - J1参入プレーオフを廃止し、J1昇格プレーオフが復活。
  - J3・JFL間での入れ替え制度を導入。
- 2024年
  - リーグ全体の総称を「明治安田生命Jリーグ」から「明治安田Jリーグ[104]」へ変更（英: MEIJI YASUDA J.LEAGUE）[注釈 15]、また各カテゴリーごとのタイトルも「明治安田J（1・2・3）リーグ」へと変更。
  - この年から全カテゴリーのクラブ数を20へと統一し、J1が18クラブから20クラブへ2クラブ増、J2が22クラブから20クラブへ2クラブ減となる。[105]
  - J2昇格プレーオフを導入。
- 2025年
  - 栃木シティ、高知ユナイテッドSCが加盟。いわてグルージャ盛岡、Y.S.C.C.横浜が正会員資格喪失。

## クラブ一覧

### 加盟要件
Jリーグ加盟の要件には、スタジアム・経営状況・チーム運営状況などの項目が定められている。チーム運営については、実際にJリーグの試合に参加するチームそのもののみならず、育成組織（下部組織）によるクラブユースチームの運営義務なども規定されている。2013年シーズンよりJリーグクラブライセンス制度が発足し、Jリーグへの加盟可否・加盟可能なディビジョンについての判断を行う制度が更新された。
また2006年から、Jリーグ加盟の基準を満たしているか近い将来満たせそうと判断されたクラブを「Jリーグ準加盟」と認定することを定め、J3発足後の2014年以降は代わって「Jリーグ百年構想クラブ」と呼称するものとしている。

### 正会員クラブ
2025年シーズンのクラブ編成 に基づく全60クラブの一覧。
- クラブのカテゴリ並びに掲載順序は2024年12月13日のJリーグリリース[106] における順序による。
- クラブ名は日本サッカー協会への登録チーム名ではなく、Jリーグにおける「呼称」を示している[106]。英語表記もJリーグによる英文リリース[107] に準じた。
- ホームスタジアムについては2025年5月10日時点でJリーグコーポレートサイトにおいて示されているスタジアム[108] について、同資料の表記に基づいて記す。ただし、2025年1月にホームスタジアム呼称を変更した大分[109]については当該リリースに基づく記述に準じた。

| 地域   | クラブ名（呼称）                                  | 活動区域 / ホームタウン （ホームスタジアム）                                                               | Cat. | 加盟   |
| ------ | ------------------------------------------------- | --- | ---- | ------ |
| 北海道 | 北海道コンサドーレ札幌 Hokkaido Consadole Sapporo | 北海道 / 札幌市を中心とする全道 （大和ハウス プレミストドーム〈札幌市豊平区〉）                            | J2   | 1998年 |
| 東北   | ヴァンラーレ八戸 Vanraure Hachinohe               | 青森県 / 八戸市ほか3市11町2村 （プライフーズスタジアム〈八戸市〉）                                         | J3   | 2019年 |
| 東北   | ベガルタ仙台 Vegalta Sendai                       | 宮城県 / 仙台市を中心とする全県 （ユアテックスタジアム仙台〈仙台市泉区〉）                                 | J2   | 1999年 |
| 東北   | ブラウブリッツ秋田 Blaublitz Akita                | 秋田県 / 秋田市ほか5市 を中心とする全県 （ソユースタジアム〈秋田市〉）                                     | J2   | 2014年 |
| 東北   | モンテディオ山形 Montedio Yamagata                | 山形県 / 山形市、天童市、鶴岡市を中心とする全県 （NDソフトスタジアム山形〈天童市〉）                       | J2   | 1999年 |
| 東北   | 福島ユナイテッドFC Fukushima United FC            | 福島県 / 福島市ほか3市3町を中心とする全県 （とうほう・みんなのスタジアム〈福島市〉）                       | J3   | 2014年 |
| 東北   | いわきFC IWAKI FC                                 | 福島県 / いわき市ほか1市6町2村 （ハワイアンズスタジアムいわき〈いわき市〉）                                | J2   | 2022年 |
| 関東   | 鹿島アントラーズ Kashima Antlers                  | 茨城県 / 鹿嶋市ほか5市 （県立カシマサッカースタジアム〈鹿嶋市〉）                                          | J1   | 1991年 |
| 関東   | 水戸ホーリーホック Mito Hollyhock                 | 茨城県 / 水戸市ほか10市4町1村 （ケーズデンキスタジアム水戸〈水戸市〉）                                     | J2   | 2000年 |
| 関東   | 栃木SC Tochigi SC                                 | 栃木県 / 宇都宮市 （カンセキスタジアムとちぎ〈宇都宮市〉）                                                 | J3   | 2009年 |
| 関東   | 栃木シティ TOCHIGI CITY                           | 栃木県 / 栃木市、壬生町、足利市 （CITY FOOTBALL STATION〈栃木市〉）                                        | J3   | 2025年 |
| 関東   | ザスパ群馬 Thespa Gunma                           | 群馬県 / 前橋市を中心とする全県 （正田醤油スタジアム群馬〈前橋市〉）                                       | J3   | 2005年 |
| 関東   | 浦和レッズ Urawa Reds                             | 埼玉県 / さいたま市 （埼玉スタジアム2002〈さいたま市緑区〉）                                               | J1   | 1991年 |
| 関東   | RB大宮アルディージャ RB Omiya Ardija              | 埼玉県 / さいたま市 （NACK5スタジアム大宮〈さいたま市大宮区〉）                                            | J2   | 1999年 |
| 関東   | ジェフユナイテッド千葉 JEF United Chiba           | 千葉県 / 千葉市、市原市 （フクダ電子アリーナ〈千葉市中央区〉）                                             | J2   | 1991年 |
| 関東   | 柏レイソル Kashiwa Reysol                         | 千葉県 / 柏市 （三協フロンテア柏スタジアム〈柏市〉）                                                       | J1   | 1995年 |
| 関東   | FC東京 FC TOKYO                                   | 東京都 / 東京都 （味の素スタジアム〈調布市〉）                                                             | J1   | 1999年 |
| 関東   | 東京ヴェルディ Tokyo Verdy                        | 東京都 / 東京都 （味の素スタジアム〈調布市〉）                                                             | J1   | 1991年 |
| 関東   | FC町田ゼルビア FC Machida Zelvia                  | 東京都 / 町田市 （町田GIONスタジアム〈町田市〉）                                                           | J1   | 2012年 |
| 関東   | 川崎フロンターレ Kawasaki Frontale                | 神奈川県 / 川崎市 （Uvanceとどろきスタジアム by Fujitsu〈川崎市中原区〉）                                  | J1   | 1999年 |
| 関東   | 横浜F・マリノス Yokohama F･Marinos                | 神奈川県 / 横浜市、横須賀市、大和市 （日産スタジアム〈横浜市港北区〉                                       | J1   | 1991年 |
| 関東   | 横浜FC Yokohama FC                                | 神奈川県 / 横浜市 （ニッパツ三ツ沢球技場〈横浜市神奈川区〉）                                               | J1   | 2001年 |
| 関東   | 湘南ベルマーレ Shonan Bellmare                    | 神奈川県 / 平塚市ほか8市11町 （レモンガススタジアム平塚〈平塚市〉）                                        | J1   | 1994年 |
| 関東   | SC相模原 S.C. Sagamihara                          | 神奈川県 / 相模原市ほか4市1町 （相模原ギオンスタジアム〈相模原市南区〉）                                   | J3   | 2014年 |
| 関東   | ヴァンフォーレ甲府 Ventforet Kofu                 | 山梨県 / 甲府市、韮崎市を中心とする全県 （JIT リサイクルインク スタジアム〈甲府市〉）                      | J2   | 1999年 |
| 北信越 | 松本山雅FC Matsumoto Yamaga F.C.                  | 長野県 / 松本市ほか4市3町4村 （サンプロ アルウィン〈松本市〉）                                             | J3   | 2012年 |
| 北信越 | AC長野パルセイロ AC Nagano Parceiro               | 長野県 / 長野市ほか6市5町5村 （長野Uスタジアム〈長野市〉）                                                 | J3   | 2014年 |
| 北信越 | アルビレックス新潟 Albirex Niigata                | 新潟県 / 新潟県全県20市6町4村 （デンカビッグスワンスタジアム〈新潟市中央区〉）                             | J1   | 1999年 |
| 北信越 | カターレ富山 Kataller Toyama                      | 富山県 / 富山市を中心とする全県 （富山県総合運動公園陸上競技場〈富山市〉）                                 | J2   | 2009年 |
| 北信越 | ツエーゲン金沢 Zweigen Kanazawa                   | 石川県 / 金沢市ほか3市2町 を中心とする全県 （金沢ゴーゴーカレースタジアム〈金沢市〉）                      | J3   | 2014年 |
| 東海   | 清水エスパルス Shimizu S-Pulse                    | 静岡県 / 静岡市 （IAIスタジアム日本平〈静岡市清水区〉）                                                    | J1   | 1991年 |
| 東海   | ジュビロ磐田 Jubilo Iwata                         | 静岡県 / 磐田市ほか7市1町 （ヤマハスタジアム（磐田）〈磐田市〉）                                           | J2   | 1994年 |
| 東海   | 藤枝MYFC Fujieda MYFC                             | 静岡県 / 藤枝市ほか4市2町 （藤枝総合運動公園サッカー場〈藤枝市〉）                                         | J2   | 2014年 |
| 東海   | アスルクラロ沼津 Azul Claro Numazu                | 静岡県 / 沼津市 （愛鷹広域公園多目的競技場〈沼津市〉）                                                     | J3   | 2017年 |
| 東海   | 名古屋グランパス Nagoya Grampus                   | 愛知県 / 名古屋市、豊田市、みよし市を中心とする全県 （豊田スタジアム〈豊田市〉）                           | J1   | 1991年 |
| 東海   | FC岐阜 FC Gifu                                    | 岐阜県 / 岐阜市を中心とする全県 （岐阜メモリアルセンター長良川競技場〈岐阜市〉）                           | J3   | 2008年 |
| 関西   | 京都サンガF.C. Kyoto Sanga F.C.                   | 京都府 / 京都府全府15市10町1村 （サンガスタジアム by KYOCERA〈亀岡市〉）                                   | J1   | 1996年 |
| 関西   | ガンバ大阪 Gamba Osaka                            | 大阪府 / 吹田市ほか7市 （パナソニック スタジアム 吹田〈吹田市〉）                                          | J1   | 1991年 |
| 関西   | セレッソ大阪 Cerezo Osaka                         | 大阪府 / 大阪市、堺市 （ヨドコウ桜スタジアム〈大阪市東住吉区〉）                                           | J1   | 1995年 |
| 関西   | FC大阪 FC Osaka                                   | 大阪府 / 東大阪市 （東大阪市花園ラグビー場（東大阪市））                                                   | J3   | 2023年 |
| 関西   | ヴィッセル神戸 Vissel Kobe                        | 兵庫県 / 神戸市 （ノエビアスタジアム神戸〈神戸市兵庫区〉）                                                 | J1   | 1997年 |
| 関西   | 奈良クラブ Nara Club                              | 奈良県 / 奈良市、三郷町を中心とする全県 （ロートフィールド奈良〈奈良市〉）                                 | J3   | 2023年 |
| 中国   | ガイナーレ鳥取 Gainare Tottori                    | 鳥取県 / 鳥取市ほか4市 を中心とする全県 （Axisバードスタジアム〈鳥取市〉）                                 | J3   | 2011年 |
| 中国   | ファジアーノ岡山 Fagiano Okayama                  | 岡山県 / 岡山市、倉敷市、津山市を中心とする全県 （JFE晴れの国スタジアム〈岡山市北区〉）                    | J1   | 2009年 |
| 中国   | サンフレッチェ広島 Sanfrecce Hiroshima            | 広島県 / 広島市 （エディオンピースウイング広島〈広島市中区〉）                                             | J1   | 1991年 |
| 中国   | レノファ山口FC Renofa Yamaguchi FC                | 山口県 / 山口県全県13市6町 （維新みらいふスタジアム〈山口市〉）                                            | J2   | 2015年 |
| 四国   | カマタマーレ讃岐 Kamatamare Sanuki                | 香川県 / 高松市、丸亀市を中心とする全県 （Pikaraスタジアム〈丸亀市〉）                                     | J3   | 2014年 |
| 四国   | 徳島ヴォルティス Tokushima Vortis                 | 徳島県 / 徳島市ほか6市4町 を中心とする全県 （鳴門・大塚スポーツパーク ポカリスエットスタジアム〈鳴門市〉） | J2   | 2005年 |
| 四国   | 愛媛FC Ehime FC                                   | 愛媛県 / 松山市を中心とする全県 （ニンジニアスタジアム〈松山市〉）                                         | J2   | 2006年 |
| 四国   | FC今治 FC Imabari                                 | 愛媛県 / 今治市 （アシックス里山スタジアム〈今治市〉）                                                     | J2   | 2020年 |
| 四国   | 高知ユナイテッドSC Kochi United SC                | 高知県 / 高知市を中心とする全県 （高知県立春野総合運動公園陸上競技場〈高知市〉）                           | J3   | 2025年 |
| 九州   | アビスパ福岡 Avispa Fukuoka                       | 福岡県 / 福岡市 （ベスト電器スタジアム〈福岡市博多区〉）                                                   | J1   | 1996年 |
| 九州   | ギラヴァンツ北九州 Giravanz Kitakyushu            | 福岡県 / 北九州市 （ミクニワールドスタジアム北九州〈北九州市小倉北区〉）                                   | J3   | 2010年 |
| 九州   | サガン鳥栖 Sagan Tosu                             | 佐賀県 / 鳥栖市 （駅前不動産スタジアム〈鳥栖市〉）                                                         | J2   | 1999年 |
| 九州   | V・ファーレン長崎 V-Varen Nagasaki                | 長崎県 / 長崎市、諫早市を中心とする全県 （PEACE STADIUM Connected by SoftBank〈長崎市〉）                  | J2   | 2013年 |
| 九州   | ロアッソ熊本 Roasso Kumamoto                      | 熊本県 / 熊本市 （えがお健康スタジアム〈熊本市東区〉）                                                     | J2   | 2008年 |
| 九州   | 大分トリニータ Oita Trinita                       | 大分県 / 大分市、別府市、佐伯市を中心とする全県 （クラサスドーム大分〈大分市〉）                           | J2   | 1999年 |
| 九州   | テゲバジャーロ宮崎 Tegevajaro Miyazaki            | 宮崎県 / 宮崎市、新富町、西都市 （いちご宮崎新富サッカー場〈児湯郡新富町〉）                               | J3   | 2021年 |
| 九州   | 鹿児島ユナイテッドFC Kagoshima United FC          | 鹿児島県 / 鹿児島市 （白波スタジアム〈鹿児島市〉）                                                         | J3   | 2016年 |
| 九州   | FC琉球 FC RYUKYU                                  | 沖縄県 / 沖縄市を中心とする全県 （沖縄県総合運動公園陸上競技場〈沖縄市〉）                                 | J3   | 2014年 |

### Jリーグ百年構想クラブ
|      | クラブ名                                        | 活動区域 / ホームタウン （ホームスタジアム）                       | カテゴリ | 承認年度 |
| ---- | ----------------------------------------------- | ------------------------------------------------------------------ | -------- | -------- |
| 関東 | VONDS市原 VONDS ICHIHARA                        | 千葉県 / 市原市 （ゼットエーオリプリスタジアム〈市原市〉）         | 関東1部  | 2020年   |
| 関東 | 南葛SC NANKATSU SC                              | 東京都 / 葛飾区 （奥戸総合スポーツセンター陸上競技場〈葛飾区〉）他 | 関東1部  | 2020年   |
| 関東 | クリアソン新宿 Criacao SHINJUKU                 | 東京都 / 新宿区 （味の素フィールド西が丘〈北区〉）                 | JFL      | 2021年   |
| 関東 | 東京23フットボールクラブ TOKYO 23 Football Club | 東京都 / 江戸川区 （江戸川区陸上競技場〈江戸川区〉）               | 関東1部  | 2022年   |

なお、現在は、Jリーグ参入希望に当たってJリーグ百年構想クラブへの加入は必須とされていない。

### 過去にJリーグ正会員であったクラブ
| クラブ名                                  | 活動区域 / ホームタウン （ホームスタジアム） | 加盟期間    |
| ----------------------------------------- | --- | ----------- |
| 横浜フリューゲルス Yokohama Flügels       | 神奈川県 / 横浜市、長崎県、熊本県、鹿児島県 （三ツ沢公園球技場、横浜国際総合競技場、長崎県立総合運動公園陸上競技場、熊本市水前寺競技場、鹿児島県立鴨池陸上競技場） | 1991-1998年 |
| いわてグルージャ盛岡 Iwate Grulla Morioka | 岩手県 / 岩手県全県14市15町4村 （いわぎんスタジアム〈盛岡市〉） | 2014-2024年 |
| Y.S.C.C.横浜 Y.S.C.C. Yokohama            | 神奈川県 / 横浜市 （ニッパツ三ツ沢球技場〈横浜市神奈川区〉） | 2014-2024年 |

### 過去にJリーグ準会員、準加盟、百年構想クラブであったクラブ
脱退等に関する経緯については各クラブの項目を参照のこと。
| 資格            | クラブ名                                    | 活動区域 / ホームタウン （ホームスタジアム）                                                       | カテゴリ | 承認期間    |
| --------------- | ------------------------------------------- | -------------------------------------------------------------------------------------------------- | -------- | ----------- |
| 準会員          | 鳥栖フューチャーズ TOSU Futures             | 佐賀県 / 鳥栖市 （鳥栖スタジアム〈鳥栖市〉）                                                       | 旧JFL    | 1994-1996年 |
| 準会員          | 浜松F.C HAMAMATSU F.C                       | 静岡県 / 浜松市 （本田技研都田サッカー場〈浜松市浜名区〉）                                         | JFL      | 1997年      |
| 準加盟 百年構想 | tonan前橋 Tonan MAEBASHI                    | 群馬県 / 前橋市 （前橋総合運動公園陸上競技・サッカー場〈前橋市〉）                                 | 関東2部  | 2013-2019年 |
| 百年構想        | 東京武蔵野シティFC TOKYO MUSASHINO City FC  | 東京都 / 武蔵野市 （武蔵野陸上競技場〈武蔵野市〉）                                                 | JFL      | 2016-2020年 |
| 百年構想        | 鈴鹿ポイントゲッターズ SUZUKA Point Getters | 三重県 / 鈴鹿市 （三重交通Gスポーツの杜鈴鹿サッカー・ラグビー場〈鈴鹿市〉）                        | JFL      | 2021-2022年 |
| 百年構想        | コバルトーレ女川 Cobaltore ONAGAWA          | 宮城県 / 女川町 （女川スタジアム〈女川町〉）                                                       | 東北1部  | 2022年      |
| 百年構想        | 沖縄SV OKINAWA SV                           | 沖縄県 / 豊見城市、うるま市、沖縄市を中心とする全県 （タピック県総ひやごんスタジアム〈沖縄市〉他） | JFL      | 2022-2023年 |

### クラブ数の推移と昇降格制度
1998年にJ1参入決定戦を実施。1999年からはJ1・J2の2部制への移行に伴い、入替制度を導入した。2012年以降はJ2と下部リーグ（2012年は日本フットボールリーグ(JFL)、2013年のポストシーズン以降はJ3）との入替制度も導入された。
- 実際に適用されたケースはないが、2012年のJリーグクラブライセンス制度導入までは、Jリーグによる審査でJ1昇格の権利を得たJ2クラブがJ1の規格に満たしていなければJ1昇格が取り消され、J1の16位からJ2降格も取り消される可能性があった。
- 2012年のポストシーズン（2013年の参入）以降は、J1・J2・J3のリーグに参入するには、クラブライセンス制度により当該リーグないしそれより上のライセンスを取得している」ことが要件となる。
- 消化できた試合数がその年に予定されていたJ1・J2・J3リーグ全体の試合数の75％に満たない場合や、所属カテゴリでその年に予定されていた総試合数の50％に満たないクラブが発生した場合は、大会は不成立となり昇格・降格は行われないが、2022シーズン終了時点で実際に適用されたシーズンはない。

| 年度 | 総数 | J1 | J1             | JFL         | 備考       |
| 年度 | 総数 | 数 | JFL降格        | Jリーグ参入 | 備考       |
| ---- | ---- | -- | -------------- | ----------- | ---------- |
| 1993 | 10   | 10 | 降格 制度 なし | 平塚 / 磐田 | JFLは旧JFL |
| 1994 | 12   | 12 | 降格 制度 なし | C大阪 / 柏  | JFLは旧JFL |
| 1995 | 14   | 14 | 降格 制度 なし | 福岡 / 京都 | JFLは旧JFL |
| 1996 | 16   | 16 | 降格 制度 なし | 神戸        | JFLは旧JFL |
| 1997 | 17   | 17 | 降格 制度 なし | 札幌        | JFLは旧JFL |

| 年度 | 総数 | J1 | J1                    | J2                   | J2 | J2             | JFL                | 備考                                                 |
| 年度 | 総数 | 数 | J2降格                | J1昇格               | 数 | JFL降格        | Jリーグ参入        | 備考                                                 |
| ---- | ---- | -- | --------------------- | -------------------- | -- | -------------- | ------------------ | ---------------------------------------------------- |
| 1998 | 18   | 18 | 札幌                  | -                    | -  | -              | 9クラブ            | J1参入決定戦実施 横浜Fと横浜Mとの合併により1クラブ減 |
| 1999 | 26   | 16 | 浦和 / 平塚           | 川崎 / FC東京        | 10 | 降格 制度 なし | 水戸               | 自動入替2クラブ                                      |
| 2000 | 27   | 16 | 京都 / 川崎           | 札幌 / 浦和          | 11 | 降格 制度 なし | 横浜FC             | 自動入替2クラブ                                      |
| 2001 | 28   | 16 | 福岡 / C大阪          | 京都 / 仙台          | 12 | 降格 制度 なし | -                  | 自動入替2クラブ                                      |
| 2002 | 28   | 16 | 広島 / 札幌           | 大分 / C大阪         | 12 | 降格 制度 なし | -                  | 自動入替2クラブ                                      |
| 2003 | 28   | 16 | 仙台 / 京都           | 新潟 / 広島          | 12 | 降格 制度 なし | -                  | 自動入替2クラブ                                      |
| 2004 | 28   | 16 |                       | 川崎 / 大宮          | 12 | 降格 制度 なし | 徳島 / 草津        | J1・J2入れ替え戦の導入                               |
| 2005 | 30   | 18 | 柏† / 東京V / 神戸    | 京都 / 福岡 / 甲府†  | 12 | 降格 制度 なし | 愛媛               | 自動入替2クラブ+J1・J2入れ替え戦                     |
| 2006 | 31   | 18 | 福岡† / C大阪 / 京都  | 横浜FC / 柏 / 神戸†  | 13 | 降格 制度 なし | -                  | 自動入替2クラブ+J1・J2入れ替え戦                     |
| 2007 | 31   | 18 | 広島† / 甲府 / 横浜FC | 札幌 / 東京V / 京都† | 13 | 降格 制度 なし | 熊本 / 岐阜        | 自動入替2クラブ+J1・J2入れ替え戦                     |
| 2008 | 33   | 18 | 東京V / 札幌          | 広島 / 山形          | 15 | 降格 制度 なし | 栃木 / 富山 / 岡山 | 自動入替2クラブ+J1・J2入れ替え戦                     |
| 2009 | 36   | 18 | 柏 / 大分 / 千葉      | 仙台 / C大阪 / 湘南  | 18 | 降格 制度 なし | 北九州             | 自動入替3クラブ                                      |
| 2010 | 37   | 18 | FC東京 / 京都 / 湘南  | 柏 / 甲府 / 福岡     | 19 | 降格 制度 なし | 鳥取               | 自動入替3クラブ                                      |
| 2011 | 38   | 18 | 甲府 / 福岡 / 山形    | FC東京 / 鳥栖 / 札幌 | 20 | 降格 制度 なし | 町田 / 松本        | 自動入替3クラブ                                      |
| 2012 | 40   | 18 | 神戸 / G大阪 / 札幌   | 甲府 / 湘南 / 大分   | 22 | 町田           | 長崎               | J1昇格プレーオフ開始                                 |

| 年度 | 総数 | J1 | J1                          | J2                   | J2 | J2                            | J3                 | J3 | J3             | JFL            | 備考                                                      |
| 年度 | 総数 | 数 | J2降格                      | J1昇格               | 数 | J3降格                        | J2昇格             | 数 | JFL降格        | Jリーグ参入    | 備考                                                      |
| ---- | ---- | -- | --------------------------- | -------------------- | -- | ----------------------------- | ------------------ | -- | -------------- | -------------- | --------------------------------------------------------- |
| 2013 | 40   | 18 | 湘南 / 磐田 / 大分          | G大阪 / 神戸 / 徳島  | 22 | 鳥取†                         | -                  | -  | -              | 讃岐† 10クラブ | 讃岐はJ2・JFL入れ替え戦の結果 10クラブはJFLからJ3への参入 |
| 2014 | 51   | 18 | 大宮 / C大阪 / 徳島         | 湘南 / 松本 / 山形   | 22 | 富山                          | 金沢               | 11 | 降格 制度 なし | 山口           | J2・J3入れ替え戦の導入                                    |
| 2015 | 52   | 18 | 松本 / 清水 / 山形          | 大宮 / 磐田 / 福岡   | 22 | 大分† / 栃木                  | 山口 / 町田†       | 12 | 降格 制度 なし | 鹿児島         |                                                           |
| 2016 | 53   | 18 | 名古屋 / 湘南 / 福岡        | 札幌 / 清水 / C大阪  | 22 | 北九州                        | 大分               | 13 | 降格 制度 なし | 沼津           |                                                           |
| 2017 | 54   | 18 | 甲府 / 新潟 / 大宮          | 湘南 / 長崎 / 名古屋 | 22 | 群馬                          | 栃木               | 14 | 降格 制度 なし | -              | J2・J3入れ替え戦を廃止                                    |
| 2018 | 54   | 18 | 柏 / 長崎                   | 松本 / 大分          | 22 | 熊本 / 讃岐                   | 琉球 / 鹿児島      | 14 | 降格 制度 なし | 八戸           | J1参入プレーオフ開始                                      |
| 2019 | 55   | 18 | 松本 / 磐田                 | 柏 / 横浜FC          | 22 | 鹿児島 / 岐阜                 | 北九州 / 群馬      | 15 | 降格 制度 なし | 今治           |                                                           |
| 2020 | 56   | 18 | -                           | 徳島 / 福岡          | 22 | -                             | 秋田 / 相模原      | 16 | 降格 制度 なし | 宮崎           | 降格無し J1参入プレーオフなし                             |
| 2021 | 57   | 20 | 徳島 / 大分 / 仙台 / 横浜FC | 磐田 / 京都          | 22 | 相模原 / 愛媛 / 北九州 / 松本 | 熊本 / 岩手        | 15 | 降格 制度 なし | いわき         | J1参入プレーオフなし                                      |
| 2022 | 58   | 18 | 清水 / 磐田                 | 新潟 / 横浜FC        | 22 | 琉球 / 岩手                   | いわき / 藤枝      | 18 | 降格 制度 なし | 奈良 / FC大阪  |                                                           |
| 2023 | 60   | 18 | 横浜FC                      | 町田 / 磐田 / 東京V  | 22 | 大宮 / 金沢                   | 愛媛 / 鹿児島      | 20 | -              | -              | J1昇格プレーオフ復活 J3・JFL入れ替え戦の導入              |
| 2024 | 60   | 20 | 磐田 / 札幌 / 鳥栖          | 清水 / 横浜FC / 岡山 | 20 | 栃木SC / 鹿児島 / 群馬        | 大宮 / 今治 / 富山 | 20 | YS横浜† / 岩手 | 栃木C / 高知†  | J2昇格プレーオフ開始                                      |
| 2025 | 60   | 20 |                             |                      | 20 |                               |                    | 20 |                |                |                                                           |

- 「†」を付したクラブは入替戦の結果による昇降格。

## 通算成績
J1リーグ戦
J2リーグ戦
J3リーグ戦

## 配分金
Jリーグ各クラブに対しては、Jリーグ規約第122条〔収入の配分〕ならびにJリーグ配分金規程 に基づき、（公財）日本プロサッカーリーグの得た事業（付随事業、公衆送信権、その他の事業、パートナー契約）による収益の一部を各クラブに「配分金」として分配している。
なお、この配分金の構造については、リーグの成長促進を目的として2023年度以降見直されることになっており、特にカテゴリー間の定額配分金の配分比率を5-6倍程度まで段階的に拡大させることが言及されると共に、同一カテゴリー内の配分方法も均等配分中心から競技成績やファン増加等の成果に応じた傾斜配分中心へ段階的にシフトすることが明らかにされている。
均等配分金
全てのクラブに所属カテゴリに応じて均等額が支給される配分金で、公衆送信権料の他アカデミー支援費などクラブ数に応じて均等に配分しているものすべてを含む。2023年度より減額され、J1が2.5億円（2022年まで3.5億円）、J2が1億円（同1.5億円）、J3が0.2億円（同0.3億円）となった。
理念強化配分金
前シーズンのJ1リーグ戦の年間順位に応じて支給されるもの。2017年度より支給開始されており、DAZNと結んだ10年2100億円超の放送権料が原資と報じられている。
年度毎に理念強化配分金活用計画書における理念強化配分金の活用計画の審査・承認を受ける必要あり。
2023年までは、J1リーグ1位から4位のクラブに対して最長3年間にわたって下記のとおり支給されていた。（ただし、2020年から2022年シーズンの成績に基づく理念強化配分金は、新型コロナウイルス感染症の影響により支給が停止された。）
| 順位    | 理念強化配分金 | 内訳                                             |
| ------- | -------------- | ------------------------------------------------ |
| 年間1位 | 15億5000万円   | 1年目5.5億円、2年目5億円、3年目5億円の計15.5億円 |
| 年間2位 | 7億円          | 1年目2.5億円、2年目2.5億円、3年目2億円の計7億円  |
| 年間3位 | 3億5000万円    | 1年目2億円、2年目1.5億円の計3.5億円              |
| 年間4位 | 1億8000万円    | 1年目1.8億円                                     |

2023年シーズンの成績に基づく2024年度の支給分から支給対象がJ1リーグの1位から9位（2024年シーズンからJ1リーグのチーム数が20チームになったことに伴い2024年シーズンの成績に基づく2025年度の支給分から10位）までとなり最長2年間の支給となった。また、DAZN視聴者数等をもとに決められた年間ファン指標順位に基づく配分も開始された。額は以下のとおり（括弧内は2024年度支給分の額）。
| J1リーグ 順位 | 支給額             | 内訳                       |
| ------------- | ------------------ | -------------------------- |
| 1位           | 5億円              | 1年目2.5億円、2年目2.5億円 |
| 2位           | 3.6億円            | 1年目1.8億円、2年目1.8億円 |
| 3位           | 2.2億円            | 1年目1.5億円、2年目0.7億円 |
| 4位           | 1.5億円            | 1年目1.5億円               |
| 5位           | 1.2億円            | 1年目1.2億円               |
| 6位           | 0.9億円            | 1年目0.9億円               |
| 7位           | 0.6億円（0.7億円） | 1年目0.6億円（0.7億円）    |
| 8位           | 0.5億円（0.6億円） | 1年目0.5億円（0.6億円）    |
| 9位           | 0.4億円（0.5億円） | 1年目0.4億円（0.5億円）    |
| 10位          | 0.3億円（なし）    | 1年目0.3億円（なし）       |

| 年間ファン指標 順位 | 支給額              |
| ------------------- | ------------------- |
| 1位                 | 1.7億円             |
| 2位                 | 1.2億円             |
| 3位                 | 0.7億円             |
| 4位                 | 0.5億円             |
| 5位                 | 0.4億円             |
| 6位                 | 0.3億円             |
| 7位                 | 0.2億円（0.25億円） |
| 8位                 | 0.2億円             |
| 9位                 | 0.1億円（0.15億円） |
| 10位                | 0.1億円（なし）     |

ACLサポート配分金
支給年度のAFCチャンピオンズリーグ (ACL)（2024/25シーズン以降はAFCチャンピオンズリーグエリートとAFCチャンピオンズリーグ2）に参加した各Jクラブに対してその遠征費等について一定割合を補助するもの。
2021年度から2023年度の出場クラブは理念強化配分金が支給停止中だったため1クラブ当たり1億円（2020年までは2千万円）。
2024年度以降は、理念強化配分金の変更に伴い総額5千万円に変更された。J1リーグ10位以下のクラブが、天皇杯優勝か前シーズンのACＬ優勝でACL出場権を得た場合は該当クラブで按分し、J1リーグ10位以下のクラブの出場がない場合はACL出場クラブで按分する。
ファン指標配分金
スタジアム来場者数の向上を目的とし、総額13.6億円（2022年までは10億円、2023年は13.4億円）がDAZN視聴者数やDAZNシーズンパス販売実績等に基づき全クラブに対して配分される。
リーグ事業協力費
J1・J2・J3クラブに総額1.8億円
その他
公衆送信権料（傾斜配分）、商品化権料、toto交付金（単一試合くじ）
降格救済金（廃止）
J1からJ2に、およびJ2からJ3にそれぞれ降格した各Jクラブに対して支給されるもの。均等配分金の激変緩和措置として行われていた。
2022年時点では降格1年目に降格前所属リーグの均等配分金額の80%を、降格2年目は60%を受け取れるよう、以下のように配分された。
- J1→J2：1年目1億3千万円、2年目6千万円
- J2→J3：1年目9千万円、2年目6千万円

2023年は均等配分金の額変更に伴い以下のように配分された。
- J1→J2：1年目1億円、2年目5千万円
- J2→J3：1年目6千万円、2年目4千万円

2024年度以降、降格救済金は廃止された。

## 選手

### 出場規定

#### 懲罰
Jリーグでは各クラブが不正行為や選手・観客のトラブルなどがあった場合に以下の順で制裁処置をとる場合がある。制裁措置についてはJリーグ規約第141条から第143条に定めがあり、裁定委員会もしくは関連する専門委員会の調査結果を踏まえて、チェアマンが最終的な制裁措置の判断を下すとされている。
制裁措置はクラブ、及びクラブに所属する個人に対して行われ、以下のような段階が設けられている。
クラブに対する制裁
1. けん責
2. 制裁金（最大1億円）
3. 中立地での試合の開催
4. 無観客試合の開催
5. 試合の没収（得点を3対0として試合を没収）
6. 勝点減（最大15点）
7. （リーグカップ戦における）出場権剥奪
8. 下位ディビジョンへの強制降格
9. 除名

※中立地開催・無観客試合・没収試合・強制降格は2014年から設けられた。
個人に対する制裁
1. けん責
2. 制裁金（最大5,000万円）
3. 出場資格停止（無期限または最大1年以内の期限付き出場停止）
4. 公式試合に関わる職務の停止（一定期間、無期限または永久的な公式試合に関わる職務の全部または一部の停止）

## 開催日時
リーグ戦の試合は基本的に毎週土曜日または日曜日に開催している。スケジュールの都合で週2試合とする必要がある場合には水曜日に試合を行うことがあるほか、祝日の配列の関係で変則的な試合間隔となるケースもある。
土曜日・日曜日に開催される試合は基本的にデイマッチであるが、各節数試合はテレビ中継に配慮する形でナイトマッチでも行われることがあるほか、夏期（おおむね6月下旬から9月上旬にかけて）のJ1・J2の試合は原則としてナイトマッチで開催される。また、祝祭日以外の平日に開催される試合は原則としてナイトマッチで開催されている（2022年度まで照明設備を必須としていなかったJ3を含め、かつては施設の都合等で平日の開催でもデイマッチを行うことがあった）。
なお、最終節は基本的に全試合の開催日と試合開始時間を統一している。
2008年以降、日本代表の試合のある日は原則として、JリーグカップおよびJ2の試合は組まれない（この間、J1は日本代表に選出されている選手の強化期間としているため、リーグ戦の試合自体が組まれない）。また、試合予定が未定の分で、日本代表の試合が予定されている場合は土曜、日曜両方で開催できるように対応している。
試合日程については、概ね1月中旬に、各クラブのホームゲーム開幕節の試合日程・対戦組み合わせ・試合会場のみを先行で発表し、1月末もしくは2月上旬に残り全試合の詳細な試合日程・組み合わせ・試合会場、並びに前半戦（概ね8月下旬まで J1リーグが2シーズン制となる年は、第1ステージの17試合分のみ）の試合開始時間を、6月下旬または7月初めに後半戦（概ね9月以後 J1リーグの2シーズン制となる年の第2ステージ17試合についても同様であるが、第2ステージの開始時期によっては前倒しとなる場合あり）の試合開始時間について発表される。
J1
- 1部制だった時代（1993年から1998年）も含めて、1993年から2000年までは基本的に土曜日に開催されていた。ただし、1993年から1995年の2ステージ制だった時代は試合数の問題から平日（主に水曜日）にも開催されていた。
- 2001年以降はスポーツ振興くじ（toto）の導入に伴い、J2と共に土曜日を中心とする開催になった。
- 2002年、テレビ中継などの日程調整も考慮し、土曜日開催を基本としつつ、原則として1節のうち2試合を日曜日に開催する分散型が採用された。
- 2012年以後は原則土曜日開催に固定したが、AFCチャンピオンズリーグに参加するクラブについては、週の中間（火曜・水曜）に試合をすることを考慮して、週末の試合を金曜日や日曜日に組んだり、アウェーゲームを国外で行う場合を配慮して別の週の水曜に開催する例もある。国際Aマッチ期間は試合が開催されない。
- 2018年度からは、DAZNと協力し年間10節程度、各節1-3試合程度を「フライデーナイトJリーグ」として金曜日に適宜開催する。通称「金J」（きんジェイ）。
  - 金曜日に開催することで他の試合との被りを避けて試合の注目度を高めることを目的とする。来場者プレゼントやイベントを開催して新規層を開拓するのも特徴であり、デートや仕事帰り、学校帰りの人に気軽にスタジアムに来てほしい狙いもある。

J2
- 1999年から2000年の2年間は基本的に日曜日に開催するのが中心だったが、1か月に1-2回程度は木曜日にも開催されていた。
- 2001年以降はtotoの導入に伴い、J1と共に土曜日を中心とする開催になった（一部は日曜日に開催）。
- 2012年以降は原則日曜日開催。J1の大半の試合が日曜日開催となる週は土曜日開催となることがある。水曜日開催が行われる週もある。国際Aマッチ期間も、日本代表戦と重複しない範囲で調整しながら試合を開催する（ただし2002年と2010年のワールドカップ期間は試合を行わなかった）。

J3
- 基本的に原則日曜日の開催に固定している。
- 2022年度まではJ3クラブのスタジアム基準で現在照明設備が必須とされていなかったことから、夏季にもデイマッチが行われた試合がいくつかあった（本拠地に照明設備があるクラブのホームゲームはナイトマッチも開催される）。
- 毎年8月から9月は、天皇杯の都道府県予選（J3は都道府県予選から出場）、並びに国体ブロック予選（ミニ国体）が行われるため、3週間から1か月程度のインターバルがある。なおこれについては2017年以降、天皇杯の制度改革によって多少見直されている。

その他、同一都道府県・市区町村を本拠地とするクラブが複数ある場合は、極力同じ節にホームゲームを開催しないように日程を調整している（2011年の場合はJ1のさいたま市、神奈川県、静岡県、大阪府、J2の東京都、神奈川県が該当）。ただし、初期の頃は横浜市の2チームが同じ日にホームゲームをしたことがあった。2011年にもJ1のさいたまと大阪、J2の東京都、さらにJ1・J2それぞれ2クラブずつの神奈川県の2チームが同じ節にホームゲームをする場合があるが、このときでもやむをえない場合を除き原則として、どちらかが土曜日、もう一方は日曜日の開催とするよう配慮されている。
なお、2012年から2016年までJ1とJ2の開催日が分けられていたこと、及びキックオフ時間がずらされていたが、これは当時Jリーグ中継を担当していたスカパー!のチャンネル数や放送時間の制約によるものであったことが、2016年のJリーグとDAZNの契約記者会見の際に明らかにされており、現在は土曜か日曜のどちらを開催日にするかはクラブ側に委ねられているという。
アウェイゲームは原則3試合以上連続しないこととなっているが、日程の兼ね合いやその他イベントの影響などでアウェイゲームが3試合以上連続することもある。特に降雪地では気候的理由もあって開幕直後はアウェイゲームが続くことが多い。

## 試合入場者数

### 歴代入場者数
|        | J1        | J1     | J2        | J2    | J3        | J3    |
| 合計   | 平均      | 合計   | 平均      | 合計  | 平均      |       |
| ------ | --------- | ------ | --------- | ----- | --------- | ----- |
| 1993年 | 3,235,750 | 17,976 | -         | -     | -         | -     |
| 1994年 | 5,173,817 | 19,598 | -         | -     | -         | -     |
| 1995年 | 6,159,691 | 16,922 | -         | -     | -         | -     |
| 1996年 | 3,204,807 | 13,353 | -         | -     | -         | -     |
| 1997年 | 2,755,698 | 10,131 | -         | -     | -         | -     |
| 1998年 | 3,666,496 | 11,982 | -         | -     | -         | -     |
| 1999年 | 2,798,005 | 11,658 | 827,217   | 4,596 | -         | -     |
| 2000年 | 2,655,553 | 11,065 | 1,340,820 | 6,095 | -         | -     |
| 2001年 | 3,971,415 | 16,548 | 1,505,722 | 5,703 | -         | -     |
| 2002年 | 3,928,215 | 16,368 | 1,806,392 | 6,842 | -         | -     |
| 2003年 | 4,164,229 | 17,351 | 2,084,185 | 7,895 | -         | -     |
| 2004年 | 4,551,695 | 18,965 | 1,904,172 | 7,213 | -         | -     |
| 2005年 | 5,742,233 | 18,765 | 1,975,340 | 7,482 | -         | -     |
| 2006年 | 5,597,408 | 18,292 | 1,998,648 | 6,406 | -         | -     |
| 2007年 | 5,834,081 | 19,066 | 2,034,543 | 6,521 | -         | -     |
| 2008年 | 5,875,865 | 19,202 | 2,227,570 | 7,072 | -         | -     |
| 2009年 | 5,809,516 | 18,985 | 2,903,607 | 6,326 | -         | -     |
| 2010年 | 5,638,894 | 18,428 | 2,290,082 | 6,696 | -         | -     |
| 2011年 | 4,833,782 | 15,797 | 2,440,695 | 6,423 | -         | -     |
| 2012年 | 5,375,300 | 17,566 | 2,681,881 | 5,805 | -         | -     |
| 2013年 | 5,271,047 | 17,226 | 3,079,181 | 6,665 | -         | -     |
| 2014年 | 5,275,387 | 17,240 | 3,043,948 | 6,589 | 440,388   | 2,224 |
| 2015年 | 5,447,602 | 17,803 | 3,152,545 | 6,824 | 563,606   | 2,409 |
| 2016年 | 5,498,222 | 17,968 | 3,209,051 | 6,946 | 704,953   | 2,937 |
| 2017年 | 5,778,178 | 18,883 | 3,219,936 | 6,970 | 705,910   | 2,595 |
| 2018年 | 5,833,538 | 19,064 | 3,256,416 | 7,049 | 671,854   | 2,470 |
| 2019年 | 6,349,681 | 20,751 | 3,315,234 | 7,176 | 732,567   | 2,394 |
| 2020年 | 1,773,481 | 5,796  | 1,270,808 | 2,751 | 348,875   | 1,140 |
| 2021年 | 2,531,007 | 6,661  | 1,806,409 | 3,910 | 401,776   | 1,913 |
| 2022年 | 4,384,401 | 14,328 | 2,318,829 | 5,019 | 833,042   | 2,722 |
| 2023年 | 5,811,987 | 18,993 | 3,189,591 | 6,904 | 1,141,166 | 3,003 |
| 2024年 | 7,734,871 | 20,355 | 2,913,415 | 7,667 | 1,283,794 | 3,378 |

- 2020年から2022年にかけては新型コロナウイルス (COVID-19) 感染拡大の影響により無観客開催あるいは入場者数制限を行った試合がある。

| 年度   | 11 - 18歳 | 19 - 22歳 | 23 - 29歳 | 30 - 39歳 | 40 - 49歳 | 50 - 59歳 | 60歳 以上 |
| ------ | --------- | --------- | --------- | --------- | --------- | --------- | --------- |
| 2000年 | 12.6      | 11.2      | 26.0      | 27.5      | 14.3      | 8.2       | 8.2       |
| 2000年 |           |           |           |           |           |           |           |
| 2001年 | 12.0      | 11.4      | 26.2      | 28.9      | 13.2      | 8.3       | 8.3       |
| 2001年 |           |           |           |           |           |           |           |
| 2002年 | 10.8      | 13.0      | 26.7      | 26.9      | 13.7      | 8.8       | 8.8       |
| 2002年 |           |           |           |           |           |           |           |
| 2003年 | 10.9      | 9.0       | 20.8      | 32.1      | 17.8      | 9.4       | 9.4       |
| 2003年 |           |           |           |           |           |           |           |
| 2004年 | 8.0       | 7.3       | 19.2      | 34.1      | 19.9      | 11.5      | 11.5      |
| 2004年 |           |           |           |           |           |           |           |
| 2005年 | 8.0       | 6.7       | 17.5      | 33.9      | 21.2      | 12.8      | 12.8      |
| 2005年 |           |           |           |           |           |           |           |
| 2006年 | 7.4       | 7.1       | 16.3      | 33.7      | 21.8      | 13.7      | 13.7      |
| 2006年 |           |           |           |           |           |           |           |
| 2007年 | 6.3       | 7.1       | 15.9      | 33.0      | 23.6      | 14.2      | 14.2      |
| 2007年 |           |           |           |           |           |           |           |
| 2008年 | 5.9       | 6.8       | 14.3      | 31.3      | 25.5      | 16.2      | 16.2      |
| 2008年 |           |           |           |           |           |           |           |
| 2009年 | 6.8       | 6.8       | 14.8      | 29.8      | 24.9      | 16.9      | 16.9      |
| 2009年 |           |           |           |           |           |           |           |
| 2010年 | 5.9       | 6.1       | 14.1      | 29.4      | 26.3      | 11.7      | 6.5       |
| 2010年 |           |           |           |           |           |           |           |
| 2011年 | 7.0       | 5.7       | 13.1      | 27.5      | 26.7      | 12.6      | 7.5       |
| 2011年 |           |           |           |           |           |           |           |
| 2012年 | 6.5       | 6.2       | 12.5      | 26.4      | 27.0      | 13.7      | 7.7       |
| 2012年 |           |           |           |           |           |           |           |
| 2013年 | 6.7       | 6.5       | 11.8      | 23.6      | 28.4      | 14.8      | 8.2       |
| 2013年 |           |           |           |           |           |           |           |
| 2014年 | 6.3       | 5.8       | 12.0      | 22.0      | 28.4      | 16.0      | 9.5       |
| 2014年 |           |           |           |           |           |           |           |
| 2015年 | 5.4       | 5.5       | 11.6      | 21.1      | 29.1      | 17.2      | 10.1      |
| 2015年 |           |           |           |           |           |           |           |
| 2016年 | 5.8       | 5.5       | 10.8      | 19.7      | 28.7      | 18.5      | 11.0      |
| 2016年 |           |           |           |           |           |           |           |
| 2017年 | 6.6       | 6.3       | 10.7      | 17.5      | 28.8      | 18.9      | 11.4      |
| 2017年 |           |           |           |           |           |           |           |
| 2018年 | 6.5       | 6.0       | 11.1      | 17.3      | 27.3      | 19.6      | 12.1      |
| 2018年 |           |           |           |           |           |           |           |
| 2019年 | 5.8       | 5.5       | 10.8      | 16.8      | 26.9      | 20.5      | 13.7      |
| 2019年 |           |           |           |           |           |           |           |

- Jリーグが実施し公表した「スタジアム観戦者調査」の結果（特定日の調査値）に基づく。J3リーグは調査対象外。なお、2020年から2022年は調査を実施せず、2023年はリーグ全体の集計が行われていない[128] ため、割愛している。

2010年8月8日、J1およびJ2のリーグ戦における通算のべ入場者数が1億人に到達した。なお、カップ戦やオールスターゲームなどの公式試合を含めた通算のべ入場者は、2009年3月に1億人を突破している。
なお、イギリスのサッカー専門誌『World Soccer』が2009年8月号で掲載した統計によると、世界各国のサッカーリーグで平均入場者数が最も多いのはブンデスリーガの38,975人であり、J1リーグは19,278人（2008年シーズン）で第6位に位置している。

### スタジアム別入場者数
- 掲載順はリーグ戦ホームゲームの1試合あたり平均入場者数の多いクラブ順による（以下の入場者数にカップ戦及びプレーオフの数値は含めない）。
- ホームスタジアム及び略称、所属ディビジョン、座席数は2024年2月23日現在としてJリーグが公表した資料[130] による。従って、シーズン中に命名権名称の変更があった札幌・今治と、シーズン途中でホームスタジアムを移転した長崎の情報は反映されていない。
- 入場者数は、2024年シーズン終了時点のもの（ホームゲーム数：全クラブ20試合）[131]。なお、この数値は「各クラブの主管試合（ホームゲーム）」の数値であるため、本来のホームスタジアム以外（国立競技場等）の入場者数を含めていることに留意のこと。
- 入場料収入は、各クラブの2023年度（令和5年度）決算の数値[132]。従って、2024年シーズンとはディビジョンならびにホームスタジアムが異なっているクラブがあることに留意のこと。

|    | クラブ 所属 | スタジアム略称 （所在地） | 座席数 （席） | 平均入場者数 （人） | 総入場者数 （人） | 入場料収入 （百万円） | 画像 |
| -- | ----------- | ------------------------- | ------------- | ------------------- | ----------------- | --------------------- | ---- |
| 1  | 浦和 J1     | 埼玉 （さいたま市）       | 62,010        | 37,519              | 712,852           | 2,145                 |      |
| 2  | FC東京 J1   | 味スタ （調布市）         | 47,851        | 33,225              | 631,273           | 1,208                 |      |
| 3  | 名古屋 J1   | 豊田ス （豊田市）         | 43,739        | 27,650              | 525,358           | 1,243                 |      |
| 4  | G大阪 J1    | パナスタ （吹田市）       | 39,694        | 26,096              | 495,832           | 970                   |      |
| 5  | 広島 J1     | Eピース （広島市）        | 28,347        | 25,609              | 486,579           | 631                   |      |
| 6  | 横浜FM J1   | 日産ス （横浜市）         | 71,624        | 24,843              | 472,010           | 1,499                 |      |
| 7  | 鹿島 J1     | カシマ （鹿嶋市）         | 38,620        | 23,027              | 437,507           | 1,201                 |      |
| 8  | 新潟 J1     | デンカS （新潟市）        | 41,684        | 22,430              | 426,176           | 847                   |      |
| 9  | 神戸 J1     | ノエスタ （神戸市）       | 29,913        | 21,811              | 414,414           | 1,320                 |      |
| 10 | 川崎 J1     | U等々力 （川崎市）        | 26,827        | 21,076              | 400,449           | 1,258                 |      |
| 11 | 東京V J1    | 味スタ （調布市）         | 47,851        | 20,976              | 398,548           | 366                   |      |
| 12 | C大阪 J1    | ヨドコウ （大阪市）       | 24,481        | 17,903              | 340,163           | 900                   |      |
| 13 | 清水 J2     | アイスタ （静岡市）       | 19,594        | 17,750              | 337,247           | 835                   |      |
| 14 | 町田 J1     | Gスタ （町田市）          | 15,320        | 17,610              | 334,585           | 202                   |      |
| 15 | 札幌 J1     | 札幌ド （札幌市）         | 38,794        | 17,086              | 324,625           | 775                   |      |
| 16 | 磐田 J1     | ヤマハ （磐田市）         | 15,165        | 13,817              | 262,530           | 530                   |      |
| 17 | 京都 J1     | サンガS （亀岡市）        | 21,623        | 13,535              | 257,170           | 599                   |      |
| 18 | 仙台 J2     | ユアスタ （仙台市）       | 19,526        | 13,331              | 253,286           | 375                   |      |
| 19 | 柏 J1       | 三協F柏 （柏市）          | 15,109        | 12,070              | 229,338           | 413                   |      |
| 20 | 湘南 J1     | レモンS （平塚市）        | 15,380        | 11,315              | 214,985           | 523                   |      |
| 21 | 千葉 J2     | フクアリ （千葉市）       | 19,470        | 10,431              | 198,184           | 302                   |      |
| 22 | 大分 J2     | レゾド （大分市）         | 31,997        | 10,360              | 196,848           | 334                   |      |
| 23 | 山形 J2     | NDスタ （天童市）         | 20,638        | 10,265              | 195,031           | 279                   |      |
| 24 | 長崎 J2     | トラスタ （諫早市）       | 20,258        | 9,814               | 186,462           | 182                   |      |
| 25 | 鳥栖 J1     | 駅スタ （鳥栖市）         | 20,805        | 9,800               | 186,206           | 619                   |      |
| 26 | 福岡 J1     | ベススタ （福岡市）       | 21,562        | 9,698               | 184,271           | 618                   |      |
| 27 | 岡山 J2     | Cスタ （岡山市）          | 15,479        | 9,188               | 174,572           | 248                   |      |
| 28 | 松本 J3     | サンアル （松本市）       | 20,336        | 8,489               | 161,300           | 276                   |      |
| 29 | 甲府 J2     | JITス （甲府市）          | 15,853        | 8,274               | 157,211           | 338                   |      |
| 30 | 大宮 J3     | NACK （さいたま市）       | 15,491        | 7,472               | 141,974           | 270                   |      |
| 31 | 横浜FC J2   | ニッパツ （横浜市）       | 15,442        | 6,963               | 132,294           | 524                   |      |
| 32 | 鹿児島 J2   | 白波スタ （鹿児島市）     | 12,606        | 6,596               | 125,324           | 79                    |      |
| 33 | 栃木 J2     | カンセキ （宇都宮市）     | 24,670        | 6,238               | 118,529           | 154                   |      |
| 34 | 熊本 J2     | えがおS （熊本市）        | 30,275        | 6,177               | 117,356           | 155                   |      |
| 35 | 山口 J2     | みらスタ （山口市）       | 15,115        | 6,089               | 115,696           | 125                   |      |
| 36 | 徳島 J2     | 鳴門大塚 （鳴門市）       | 17,924        | 6,054               | 115,031           | 170                   |      |
| 37 | 金沢 J3     | ゴースタ （金沢市）       | 10,728        | 5,435               | 103,256           | 80                    |      |
| 38 | 愛媛 J2     | ニンスタ （松山市）       | 20,919        | 4,721               | 89,700            | 58                    |      |
| 39 | 岐阜 J3     | 長良川 （岐阜市）         | 16,310        | 4,684               | 88,991            | 90                    |      |
| 40 | 北九州 J3   | ミクスタ （北九州市）     | 15,300        | 4,649               | 88,339            | 83                    |      |
| 41 | 水戸 J2     | Ksスタ （水戸市）         | 10,152        | 4,406               | 83,717            | 109                   |      |
| 42 | いわき J2   | ハワスタ （いわき市）     | 5,048         | 4,290               | 81,516            | 90                    |      |
| 43 | 藤枝 J2     | 藤枝サ （藤枝市）         | 10,057        | 4,274               | 81,210            | 102                   |      |
| 44 | 長野 J3     | 長野U （長野市）          | 15,515        | 4,158               | 79,010            | 69                    |      |
| 45 | 秋田 J2     | ソユスタ （秋田市）       | 18,560        | 4,128               | 78,426            | 48                    |      |
| 46 | 富山 J3     | 富山 （富山市）           | 18,588        | 4,092               | 77,742            | 54                    |      |
| 47 | 群馬 J2     | 正田スタ （前橋市）       | 15,190        | 3,988               | 75,775            | 116                   |      |
| 48 | 今治 J3     | 里山S （今治市）          | 5,316         | 3,786               | 71,930            | 78                    |      |
| 49 | 琉球 J3     | タピスタ （沖縄市）       | 10,189        | 3,007               | 57,136            | 34                    |      |
| 50 | 相模原 J3   | ギオンス （相模原市）     | 6,259         | 2,820               | 53,574            | 45                    |      |
| 51 | 沼津 J3     | 愛鷹 （沼津市）           | 5,104         | 2,633               | 50,027            | 32                    |      |
| 52 | FC大阪 J3   | 花園 （東大阪市）         | 26,443        | 2,470               | 46,931            | 16                    |      |
| 53 | 鳥取 J3     | Axis （鳥取市）           | 11,999        | 2,434               | 46,245            | 39                    |      |
| 54 | 讃岐 J3     | ピカスタ （丸亀市）       | 22,338        | 1,949               | 37,026            | 35                    |      |
| 55 | 奈良 J3     | ロートF （奈良市）        | 5,369         | 1,879               | 35,703            | 38                    |      |
| 56 | 福島 J3     | とうスタ （福島市）       | 5,710         | 1,800               | 34,198            | 19                    |      |
| 57 | 八戸 J3     | プラスタ （八戸市）       | 5,124         | 1,728               | 32,832            | 13                    |      |
| 58 | YS横浜 J3   | ニッパツ （横浜市）       | 15,442        | 1,362               | 25,874            | 21                    |      |
| 59 | 岩手 J3     | いわスタ （盛岡市）       | 5,046         | 1,362               | 25,874            | 21                    |      |
| 60 | 宮崎 J3     | いちご （新富町）         | 5,360         | 1,165               | 22,129            | 22                    |      |

## ユニフォーム
1993年から1996年までは「ミズノ」が全クラブのユニフォーム・サプライヤー（供給メーカー）を一括して受け持っていた。ただ、その契約はリーグ戦のみの契約だったので、天皇杯やJリーグカップなどのカップ戦では各クラブが個別にユニフォームメーカー等と契約して、カップ戦用のユニフォームを着用していた。全面的にミズノと契約したクラブの場合、チームや年度によってリーグ戦と全く同一の場合と、他社契約時と同様にデザインを変えていた場合とがあった。またリーグ戦とカップ戦（チームによってはJリーグカップ・天皇杯など大会ごとにも）でユニフォームスポンサーが異なることもあった他、天皇杯や海外のクラブとの試合などでは、当時変動背番号制だったリーグ戦では存在しなかった17番以上の背番号や、選手名を入れたユニフォームがあった。
1997年にはこれまでの「ミズノ」に加えて、「アンブロ」・「アディダス」・「プーマ」（ヴェルディ川崎は自主制作という形で「ナイキ」）が新たなユニフォーム・サプライヤー（これもリーグ戦限定）として加わり、1998年からは事前にJリーグとユニフォーム・サプライヤー契約を結んでいるユニフォームメーカーなどに限って、各クラブがユニフォームメーカーなどの各社と個別の契約を締結することができるようになった。
3rdユニフォームは横浜FMと名古屋がJリーグでは2001年になって初めて採用したが、現在では多くのクラブが期間限定のユニフォームを3rdユニフォームとして導入している。なお、Jリーグ年間王者のクラブは、金色のJリーグロゴマークをチャンピオンマークとして翌シーズン、ユニフォームの袖にJリーグのロゴに代えて付けなければならないと規定されている。
国内公式戦（リーグ、リーグカップ、天皇杯）では、ユニフォームの前面胸部と、背番号上部、左袖、トランクスにそれぞれスポンサー広告を付けることが認められている。2016年からは背番号下部、2018年からは前面鎖骨部（左側および右側）に関してもスポンサーを付けることが認められたが、これ以前にもFC東京とガンバ大阪が背番号下部のところに広告を入れた事例がある。
2021年シーズンから、視認性の確保（特にカラーユニバーサルデザインの観点から）を目的として、ユニフォームに用いる背番号・選手名表記のフォント及び配色がJリーグ全体で統一された。統一フォントはカールスバーグのビジュアルデザインなどを手がけたデンマークのコントラプンクト社が制作したオリジナルフォントの「J.LEAGUE KICK」（ジェイリーグ・キック）で、フォントで使用可能な色も白・青・赤・黒・黄の5色に指定された。なお、2023年シーズンをもって全チーム統一での使用は終了。2024年シーズンからは各クラブが4年ぶりに独自のフォントを採用するほか、一部チームは引き続き「J.LEAGUE KICK」を使用する。

### 2025シーズンユニフォーム・サプライヤー
| サプライヤー       | 使用クラブ                  | 使用クラブ         | 使用クラブ           |
| サプライヤー       | J1                          | J2                 | J3                   |
| ------------------ | --------------------------- | ------------------ | -------------------- |
| アシックス         | 神戸                        | 今治               | -                    |
| アディダス         | 町田 / 横浜FM / 新潟        | 仙台               | 松本                 |
| アスレタ           | 東京V                       | 秋田               | 栃木SC / 沼津 / 高知 |
| アドミラル         | -                           | 磐田 / 熊本        | -                    |
| アンダーアーマー   | -                           | いわき / 大宮      | -                    |
| アンブロ           | -                           | -                  | 相模原 / 北九州      |
| ケレメ             | -                           | -                  | 群馬                 |
| ゴル               | -                           | 藤枝               | -                    |
| ゴールドウイン     | -                           | 富山               | -                    |
| サッカージャンキー | -                           | 水戸               | 鳥取                 |
| ジョガボーラ       | -                           | 愛媛               | -                    |
| スクアドラ         | -                           | -                  | 奈良                 |
| スフィーダ         | -                           | -                  | 琉球                 |
| ナイキ             | 鹿島 / 浦和 / 広島          | -                  | -                    |
| ニューバランス     | FC東京                      | 鳥栖               | -                    |
| ヒュンメル         | G大阪                       | 千葉               | 八戸 / 福島 / 金沢   |
| ファナティクス     | -                           | 長崎               | -                    |
| フィンタ           | -                           | 山口               | -                    |
| プーマ             | 川崎 / 横浜FC / 清水 / 京都 | 大分               | -                    |
| ペナルティ         | 湘南 / 岡山                 | 山形               | 長野                 |
| ボネーラ           | -                           | -                  | FC大阪               |
| ミズノ             | 名古屋 / C大阪              | 札幌 / 甲府 / 徳島 | -                    |
| ヨネックス         | 柏 / 福岡                   | -                  | 宮崎                 |
| ラッツォーリ       | -                           | -                  | 岐阜                 |
| ラクスペリア       | -                           | -                  | 栃木C                |
| (ANGUA)            | -                           | -                  | 讃岐 / 鹿児島        |

### 背番号
1993年から1996年までは試合ごとに付ける番号が違う変動背番号制であったが、1997年からはシーズン開幕前やクラブ加入時点で決定される固定背番号制へと変更された。
2004年には欠番の解禁など規約が一部改定されたことで特定の番号（12が多い）をクラブ公式にサポーターズナンバーとし欠番とするクラブが出てきた。
2018年5月30日、Jリーグの理事会が開催され、シーズン途中の背番号変更が可能となり、同日から適用された。初適用者は当時ヴィッセル神戸の三田啓貴で、8から7へ変更となった。
2023年シーズン現在の主な規約内容は以下の通り。
- 背番号0は不可。
- 背番号1はゴールキーパー、背番号2から11まではフィールドプレーヤーが付けなければならない。
- 背番号12以降は、99まではポジションとは無関係に自由に付けることができる。

なお、2022年シーズンまではユニフォーム要項で「50までは欠番を認める。ただし、51からは連番で番号をつけることとし、欠番は認めない」と定めていた。
なお、変動背番号制であった1996年にはG大阪の今藤幸治がGKの番号である1以外の2から11までの背番号を付けた事がある。
固定背番号導入当初、天皇杯では、Jリーグへの届け出とは別に背番号を登録したため、リーグ戦と異なる背番号を着用した例がある。

## 公式試合球
Jリーグの試合では、Jリーグの公式ロゴマークが入っているJリーグ公認の試合球（公式試合球）が使用されている。なお、1993年の開幕戦でヘニー・マイヤー（V川崎）が決めたJリーグ第1号ゴールの試合球はJリーグ事務局のチェアマン室に、ガラスケースに入れて保存されている。
製造は全てアディダス、提供は全てモルテン。
| 年度       | 公式試合球                |
| ---------- | ------------------------- |
| 1993年     | エトルスコ・ユニコ        |
| 1994年     | エトルスコ・ユニコ        |
| クエストラ |                           |
| 1995年     |                           |
| 1996年     |                           |
| 1997年     |                           |
| 1998年     | トリコロール              |
| 1999年     | トリコロール              |
| 2000年     | トリコロール              |
| 2001年     | ガマラダ                  |
| 2002年     | フィーバーノヴァ          |
| 2003年     | フィーバーノヴァ          |
| 2004年     | ロテイロ                  |
| 2005年     | ロテイロ                  |
| 2006年     | チームガイスト            |
| 2007年     | チームガイスト            |
| 2008年     | チームガイストII          |
| 2009年     | テラパス                  |
| 2010年     | ジャブラニ                |
| 2011年     | スピードセル              |
| 2012年     | タンゴ12                  |
| 2013年     | カフサ タンゴ12コトホギ   |
| 2014年     | ブラズーカ                |
| 2015年     | コネクト15                |
| 2016年     | エレホタ                  |
| 2017年     | クラサバ                  |
| 2018年     | テルスター18              |
| 2019年     | コネクト19                |
| 2020年     | ツバサ                    |
| 2021年     | コネクト21                |
| 2022年     | コネクト21 → アル・リフラ |
| 2023年     | オーシャンズ コトホギ30   |
| 2024年     | コネクト24                |
| 2025年     | コネクト25                |

## 指導者資格
第1種チーム（トップ）の監督は日本サッカー協会公認S級指導者ライセンスを保持している者が指導することとされている。但し、不測の事態が認められた場合には、S級ライセンスを持たないコーチがコーチ資格のまま実質的な監督役を務めることができる。一例として、2021年に徳島ヴォルティスでダニエル・ポヤトスの代理として10試合の指揮を執った甲本偉嗣は当時S級ライセンスを保有していなかった。
一方、第1種チーム（サテライト）は同A級（以上）指導者ライセンス保持者、第2種以下は同B級（以上）ライセンス保持者が監督を務めることが出来る。

## 審判員
日本サッカー協会に登録された1級審判員の中から推薦、決定されJリーグ担当審判員となる。2021年シーズンの場合、主審担当者が59名、副審担当者が99名。この中には日本サッカー協会の認定したプロフェッショナルレフェリー (PR) がおり、審判員としての報酬のみで生計を立てている。
2020年シーズンからJ1全試合においてビデオ・アシスタント・レフェリー (VAR) が導入されることが決まっていた ものの、新型コロナウイルスの影響により実施が見送られた。しかし、その後2021年からVARの導入が決まった。

## フラッグ
毎試合、Jリーグの試合会場にはJリーグフラッグと対戦する両クラブのフラッグ（旗）が掲げられる。フラッグのデザインは自クラブのクラブカラーを基調とし、自クラブのロゴタイプやエンブレムが入っていることが一般的である。また、Jリーグ旗の横や下などにFIFAのフェアプレーフラッグが掲げられている場合があるほか、選手が入場する際には必ずスターティングメンバーのサインが入ったJリーグのフェアプレーフラッグを先頭にしてピッチへ入場する。なお、リーグ戦で使用されるJリーグフラッグは2種類あり、通常の試合会場では主に無地のフラッグが使われている。
1. 背景は「白」を基調とした無地の柄で中央部にJリーグの公式ロゴマークが入ったタイプ。
2. 背景は左側から黒で縁取られた「緑」「白」「赤」を基調としたイタリア国旗風の柄で中央部にJリーグの公式ロゴマークが入ったタイプ。

## 音楽
特に規約では規定されていないものの、リーグ戦では一部クラブを除き選手入場時にアンセムが流れる。1993年のJリーグ開幕時、Jリーグ公式テーマソング「J'S THEME(Jのテーマ)」をTUBEのギタリスト春畑道哉が制作し、開幕のオープニングセレモニーで演奏した。Jリーグに関するイベントやスタジアムなどで使用されている。また、岸利至の作曲によるJリーグの公式アンセム「THE GLORY」も存在し、一部のクラブでアンセムとして使用しているが、多くのクラブがクラブオリジナルのアンセムを入場時に流している。
2023年よりJリーグ30周年を記念して、RADWIMPSがリーグの新しいアンセム「大団円」を制作、同年5月14日の国立競技場での30周年記念試合（鹿島対名古屋）で披露された。なおこれまでJリーグ主催試合/大会や多くのクラブは入場の際に「THE GLORY」を使用していたが、翌2024年より順次「大団円」に変更している。
さらに2025年からは上記の公式テーマ・アンセムに加え、毎年シーズンごとの応援ソングを新たに制作することが決定。その第1弾としてLittle Glee Monster歌唱の「For Decades」が2025年シーズン応援ソングとして使用される。
ルヴァンカップは専用のアンセム（作曲：☆Taku Takahashi）を使用する。
|                    | 年度   | アーティスト        | 曲名             | 作詞                              | 作曲                              | 編曲                              |
| ------------------ | ------ | ------------------- | ---------------- | --------------------------------- | --------------------------------- | --------------------------------- |
| 公式テーマソング   | 1993年 | 春畑道哉            | J'S THEME        | -                                 | 春畑道哉                          |                                   |
| 公式テーマソング   | 1993年 | J'S BALLAD          |                  | -                                 | 春畑道哉                          |                                   |
| 公式アンセム       | 2003年 |                     | THE GLORY        | -                                 | 岸利至                            | 岸利至                            |
| 公式アンセム       | 2023年 | RADWIMPS            | 大団円 feat.ZORN | 野田洋次郎、ZORN                  | 野田洋次郎                        |                                   |
| 公式ソング         | 2003年 |                     | 飛躍             | 安岡優                            | 村上てつや                        | 小西貴雄                          |
| シーズン応援ソング | 2025年 | Little Glee Monster | For Decades      | - Yuta Asao - Haruto Onoe - Torus | - Yuta Asao - Haruto Onoe - Torus | - Yuta Asao - Haruto Onoe - Torus |

## スローガン
| 年度   | スローガン                                                                              |
| ------ | --------------------------------------------------------------------------------------- |
| 1999年 | Join!                                                                                   |
| 2000年 | Join!                                                                                   |
| 2001年 | Join!                                                                                   |
| 2002年 | Join!                                                                                   |
| 2003年 | Join!                                                                                   |
| 2004年 | Join!                                                                                   |
| 2005年 | Amazing,J.                                                                              |
| 2006年 | Amazing,J.                                                                              |
| 2007年 | Will Be 見せたい未来がある。                                                            |
| 2008年 | Will Be クラブサッカーの世界水準へ。                                                    |
| 2009年 | 「SHOUT! for SHOOT!」声、枯れるまで。体、果てるまで。                                   |
| 2010年 | 極上のライブエンターテイメント                                                          |
| 2011年 | 明日のために 今、走る チカラをひとつに。-TEAM AS ONE-（東日本大震災復興支援スローガン） |
| 2012年 | 明日のために 今、走る チカラをひとつに。-TEAM AS ONE-（東日本大震災復興支援スローガン） |
| 2013年 | 明日のために 今、走る チカラをひとつに。-TEAM AS ONE-（東日本大震災復興支援スローガン） |
| 2014年 | 明日のために 今、走る チカラをひとつに。-TEAM AS ONE-（東日本大震災復興支援スローガン） |
| 2015年 | 明日のために 今、走る チカラをひとつに。-TEAM AS ONE-（東日本大震災復興支援スローガン） |
| 2016年 | チカラをひとつに。-TEAM AS ONE-がんばろう熊本・九州（熊本地震復興支援スローガン）       |
| 2017年 | チカラをひとつに。-TEAM AS ONE-（震災復興支援活動を一本化）                             |
| 2018年 |                                                                                         |
| 2019年 |                                                                                         |
| 2020年 |                                                                                         |
| 2021年 |                                                                                         |
| 2022年 |                                                                                         |
| 2023年 | よっしゃ いこ！(Jリーグ30周年メッセージ)                                                |

## アカデミー
Jリーグに所属するクラブはアカデミー（下部組織、Jリーグの用語では「育成組織」）をもつことを義務つけている。アカデミーはJFAに世代別のチームとして登録され（日本サッカー協会チーム登録種別を参照）、Jリーグの主催する各大会やJFA主催大会などに出場する。

## マスコットキャラクター

### Jリーグ
Mr. ピッチ
- 読み方は「ミスター・ピッチ」。
- 1991年11月1日生まれ、出身地は不明。
- 血液型はJ型。
- 身長は180センチメートル、スリーサイズは上から200・200・200センチメートル、全身を緑の芝生におおわれているのが特徴。
- 好きな色はグリーン。好きな言葉は「地球は青かった」、「石の上にも三年 芝の上にも百年」。
- 趣味はガーデニング。
- 「Jリーグ百年構想メッセンジャー」として、現在は各地で毎年行われている「ファミリーJoinデイズ」や「Jリーグオールスターサッカー」を始め、積極的に様々なイベントなどに出演している。また、各地の試合会場において、試合の前後やハーフタイム中に電光掲示板などで彼の出演しているビデオ映像を目にすることができる。なお、「百年構想」をPRしているポスターや雑誌の広告などでも、彼がモデルを務めている。

Jリーグキング（J-boy）

## 協賛団体
Jリーグ（リーグ戦）の公式スポンサーはJ1の試合会場で広告看板を掲示できるほか、新聞や雑誌、放送媒体の広告でJリーグのロゴマークとともに「（企業名）はJリーグの○○パートナーです」、あるいは「（企業名）はJリーグを応援しています」のクレジットを掲載できる。また、各所属クラスに関係なく、試合前後の時間やハーフタイム中に試合会場の電光掲示板や場内放送で企業名を読み上げられる。
2011年度までの協賛カテゴリーは「オフィシャルスポンサー」と、それ以外のスポンサー（用具サプライヤー、90度システム広告スポンサーなど）とに区分されていたが、2012年度から原則として「○○パートナー」に呼称を統一させており、スポンサー・サプライヤーのカテゴリーをよりわかりやすく細分化している。
全ディビジョン共通
- オフィシャルパートナーの広告設置に関しては、Jリーグ規約[164] 第35条（27ページ）に「スタジアムにはJリーグが指定する位置にJリーグ、並びにJリーグオフィシャルパートナーの企業・団体が所定サイズ・及び枚数の広告看板（幕）を設置・掲出できるスペースを確保しなければならない」とする取り決めによるものである。
- 日本スポーツ振興センター（WINNER・toto・BIG、2001年より）、DAZN（2017年より）のトップパートナー[注釈 52] 以外の形でリーグ戦を協賛する企業の広告横断幕が基本的にバックスタンドの最前列の箇所に設置されている[注釈 53]。なお一部のスポンサーはJリーグカップにも広告看板を掲出する場合[注釈 54] もある。
- 2008年から2013年まで、メインスタンドから見て左側（原則としてホームゴール裏）にオフィシャルサプライヤー（コンタクトレンズ等提供）のジョンソン・エンド・ジョンソンの小型広告が設置されていた。現在はJ1リーグに限り、メインスタンドから見て両ゴール裏にリーグのタイトルロゴとスポーツくじ（WINNER[165]）の小型広告がそれぞれ設置されている。

J1
- 1993年から1995年の2ステージ制時代は、そのステージの冠スポンサー（1st・サントリー、2nd・日本信販）の広告看板がバックスタンドとゴール裏のそれぞれ最前列[注釈 55] に2枚ずつの合計4枚、他のオフィシャルスポンサー団体は1枚ずつ掲出されていた。それ以後は原則バックスタンドに各社2枚ずつ掲出されている。2015年2ndステージからは1stステージよりトップパートナーが1社増加したため、両サイドの外側にトップパートナーの広告が1枚ずつはみ出る形になり、ランダムに2社の広告が1枚ずつはみ出している（球技専用が多い）場合がある[注釈 56]。
- 2005年から2014年までJ1の各節1試合ごとに電動式回転広告板を導入していた。ただ、導入される試合は各節注目の試合に設置される場合が多い。また、2008年からはこれと併用する形でJ1の各節1試合ごとに三菱電機社製の電光広告板（オーロラリボンビジョン）を導入した。主に、NHK-BSの中継対象試合を中心に運用されている。2015年からは回転広告板を廃止した代わりに、電光広告板を使用する試合は1節に2試合に増加した。
- 2015年からは、タイトル協賛である明治安田生命の広告を6枚（うち、長方形の通常サイズ4枚を両コーナーとハーフライン付近に各2枚ずつ、コーナー部分に同社商品の正方形の広告が2枚）設置されている（J2・J3も同様）。またJ1ではこれとは別に90度システムの広告幕2枚（各ゴール裏1枚ずつ）を設置している。

J2
- J2ではJリーグの公式スポンサーの広告看板は2007年まで掲出されなかった（各クラブごとの公式スポンサーの看板がかかっている）が、1996年から1998年のジャパンフットボールリーグでJリーグ準会員だったチームのホームゲーム開催時にはゴール裏部分に各1枚ずつのJリーグ公式スポンサーの広告看板が掲出されていた。なお、2008年から大会名の看板の横に小さめに公式スポンサーの広告が1枚にまとめて載るようになった。

J3
- 2014年は、J1・J2とは別の独自の協賛スポンサーが制定されており、各会場のバックスタンド最前列[注釈 55]に、タイトル協賛の明治安田生命が4枚、他のJ3公式スポンサーからは2枚ずつの広告看板（横断幕）が設置されていた[注釈 53]。2014年のJ3のスポンサーのうち、日本航空以外の各社はJ1・J2の何らかの公式スポンサーを兼務していたが、2015年度からはJ1・J2を含めて統一したスポンサー体系にすることになり、J2同様、大会名の看板の横に公式スポンサーを1枚にまとめて載せるようになった（なお2014年はJ3公式スポンサー団体を除いたJ1・J2のスポンサー団体の広告は設置しなかった）。

Jリーグカップ
- 大会創設時よりヤマザキナビスコ→ヤマザキビスケットの企業ロゴ、および同社商品の広告看板（ルヴァン、チップスター他）が設置されている。なお創設当初からの最初の3年（1992年から1994年）は、予選リーグの試合（1994年は1・2回戦）に限って、ナビスコの広告と一緒に、通常ゴール裏に設置される各クラブ個別の協賛スポンサーの看板を置いていた。

スポンサースペシャルデー&スペシャルマッチ
- 1996年にこれまでのステージスポンサーの制度が廃止されてから数年間に渡って、Jリーグでは公式スポンサー企業が特定の節・試合を対象としてスポンサースペシャルデー、ないしはスペシャルマッチを開催した。試合会場ではスペシャルデーのスポンサー企業がキャンペーンプロモーションを展開した。

### 協賛団体一覧
| 協賛カテゴリー種別                           | 契約開始年度 | 協賛団体名                                                          |
| -------------------------------------------- | ------------ | ------------------------------------------------------------------- |
| タイトルパートナー                           | 2015年       | 明治安田                                                            |
| オフィシャルブロードキャスティングパートナー | 2017年       | DAZN                                                                |
| トップパートナー                             | 2005年       | アイデム                                                            |
| トップパートナー                             | 2015年       | ルートインホテルズ                                                  |
| トップパートナー                             | 2015年       | イオン                                                              |
| トップパートナー                             | 2017年       | NTTドコモ                                                           |
| トップパートナー                             | 2018年       | コナミデジタルエンタテインメント                                    |
| トップパートナー                             | 2019年       | いちご                                                              |
| リーグカップパートナー                       | 1992年       | ヤマザキビスケット                                                  |
| スーパーカップパートナー                     | 1994年       | 富士フイルムビジネスイノベーション                                  |
| オフィシャルエクイップメントパートナー       | 1993年       | モルテン                                                            |
| オフィシャルエクイップメントパートナー       | 2005年       | アディダス                                                          |
| スポーツ振興・フェアプレーパートナー         | 2001年       | 日本スポーツ振興センター（スポーツくじ〔WINNER・toto・BIG〕）       |
| オフィシャルチケッティングパートナー         | 2012年       | ぴあ（チケットぴあ）                                                |
| オフィシャルECプラットフォームパートナー     | 2017年       | 楽天グループ                                                        |
| オフィシャルテクノロジーパートナー           | 2017年       | NTTグループ                                                         |
| サポーティングカンパニー                     | 2003年       | 朝日新聞社                                                          |
| サポーティングカンパニー                     | 2015年       | LINEヤフー（スポーツナビ）                                          |
| サポーティングカンパニー                     | 2017年       | デロイトトーマツ（ファイナンシャルアドバイザリー/コンサルティング） |
| サポーティングカンパニー                     | 2021年       | データスタジアム                                                    |
| サポーティングカンパニー                     | 2021年       | IMAGICA GROUP/イマジカ・ライヴ                                      |
| サポーティングカンパニー                     | 2022年       | サントリーウエルネス                                                |
| サポーティングカンパニー                     | 2024年       | ニコン                                                              |
| サポーティングカンパニー                     | 2024年       | A.T.カーニー                                                        |
| マーケティングパートナー                     | 2014年       | 電通                                                                |

### 過去の協賛団体一覧
| 協賛カテゴリー種別                                                                     | 契約期間        | 協賛団体名                                             |
| -------------------------------------------------------------------------------------- | --------------- | ------------------------------------------------------ |
| ステージスポンサー                                                                     | 1993年 - 1995年 | サントリー（第1ステージ・チャンピオンシップ）          |
| ステージスポンサー                                                                     | 1993年 - 1995年 | 日本信販（NICOSカード）（第2ステージ）                 |
| オフィシャルスポンサー（1993年 - 2011年） →トップパートナー（2012年 - ）               | 1993年 - 1995年 | 岡三証券                                               |
| オフィシャルスポンサー（1993年 - 2011年） →トップパートナー（2012年 - ）               | 1993年 - 1995年 | 資生堂                                                 |
| オフィシャルスポンサー（1993年 - 2011年） →トップパートナー（2012年 - ）               | 1993年 - 1995年 | 日清製粉                                               |
| オフィシャルスポンサー（1993年 - 2011年） →トップパートナー（2012年 - ）               | 1993年 - 1995年 | ボブソン                                               |
| オフィシャルスポンサー（1993年 - 2011年） →トップパートナー（2012年 - ）               | 1993年 - 1995年 | ミズノ                                                 |
| オフィシャルスポンサー（1993年 - 2011年） →トップパートナー（2012年 - ）               | 1996年 - 1997年 | アンブロ                                               |
| オフィシャルスポンサー（1993年 - 2011年） →トップパートナー（2012年 - ）               | 1994年 - 1998年 | 日本生命                                               |
| オフィシャルスポンサー（1993年 - 2011年） →トップパートナー（2012年 - ）               | 1996年 - 1998年 | 第一勧業銀行                                           |
| オフィシャルスポンサー（1993年 - 2011年） →トップパートナー（2012年 - ）               | 1993年 - 1999年 | 小学館                                                 |
| オフィシャルスポンサー（1993年 - 2011年） →トップパートナー（2012年 - ）               | 1999年 - 2001年 | 日本コダック                                           |
| オフィシャルスポンサー（1993年 - 2011年） →トップパートナー（2012年 - ）               | 2000年 - 2001年 | 光通信                                                 |
| オフィシャルスポンサー（1993年 - 2011年） →トップパートナー（2012年 - ）               | 2000年 - 2001年 | トライグループ（家庭教師のトライ）                     |
| オフィシャルスポンサー（1993年 - 2011年） →トップパートナー（2012年 - ）               | 1999年 - 2003年 | 武富士                                                 |
| オフィシャルスポンサー（1993年 - 2011年） →トップパートナー（2012年 - ）               | 1993年 - 2004年 | ダイエーコンビニエンスシステムズ→ローソン              |
| オフィシャルスポンサー（1993年 - 2011年） →トップパートナー（2012年 - ）               | 1993年 - 2007年 | サントリー                                             |
| オフィシャルスポンサー（1993年 - 2011年） →トップパートナー（2012年 - ）               | 1993年 - 2007年 | 日本信販→三菱UFJニコス（NICOSカード）                  |
| オフィシャルスポンサー（1993年 - 2011年） →トップパートナー（2012年 - ）               | 1994年 - 2007年 | ジャパンエナジー（JOMO）                               |
| オフィシャルスポンサー（1993年 - 2011年） →トップパートナー（2012年 - ）               | 2005年 - 2007年 | 平和                                                   |
| オフィシャルスポンサー（1993年 - 2011年） →トップパートナー（2012年 - ）               | 2005年 - 2007年 | GEコンシューマー・ファイナンス（GE Money）             |
| オフィシャルスポンサー（1993年 - 2011年） →トップパートナー（2012年 - ）               | 2008年 - 2010年 | マイラン製薬                                           |
| オフィシャルスポンサー（1993年 - 2011年） →トップパートナー（2012年 - ）               | 2008年 - 2010年 | レオパレス21                                           |
| オフィシャルスポンサー（1993年 - 2011年） →トップパートナー（2012年 - ）               | 2008年 - 2010年 | プレナス                                               |
| オフィシャルスポンサー（1993年 - 2011年） →トップパートナー（2012年 - ）               | 2011年          | 東京エレクトロン                                       |
| オフィシャルスポンサー（1993年 - 2011年） →トップパートナー（2012年 - ）               | 2011年 - 2013年 | 日本マクドナルド                                       |
| オフィシャルスポンサー（1993年 - 2011年） →トップパートナー（2012年 - ）               | 1993年 - 2014年 | カルビー                                               |
| オフィシャルスポンサー（1993年 - 2011年） →トップパートナー（2012年 - ）               | 2009年 - 2015年 | 日本コカ・コーラ                                       |
| オフィシャルスポンサー（1993年 - 2011年） →トップパートナー（2012年 - ）               | 2012年 - 2015年 | ジェーシービー                                         |
| オフィシャルスポンサー（1993年 - 2011年） →トップパートナー（2012年 - ）               | 2015年 - 2016年 | コロプラ                                               |
| オフィシャルスポンサー（1993年 - 2011年） →トップパートナー（2012年 - ）               | 2015年 - 2016年 | ECC                                                    |
| オフィシャルスポンサー（1993年 - 2011年） →トップパートナー（2012年 - ）               | 2016年 - 2018年 | タグ・ホイヤー                                         |
| オフィシャルスポンサー（1993年 - 2011年） →トップパートナー（2012年 - ）               | 1996年 - 2019年 | キヤノン/キヤノン販売→キヤノンマーケティングジャパン   |
| オフィシャルスポンサー（1993年 - 2011年） →トップパートナー（2012年 - ）               | 2014年 - 2019年 | 明治安田生命                                           |
| オフィシャルスポンサー（1993年 - 2011年） →トップパートナー（2012年 - ）               | 2017年 - 2020年 | マスターカード                                         |
| オフィシャルスポンサー（1993年 - 2011年） →トップパートナー（2012年 - ）               | 2016年 - 2022年 | エレクトロニック・アーツ（EAスポーツ）                 |
| 90°システム広告スポンサー                                                              | 2002年 - 2007年 | サントリー                                             |
| 90°システム広告スポンサー                                                              | 2008年 - 2009年 | ジャパンエナジー（JOMO）                               |
| 90°システム広告スポンサー                                                              | 2004年 - 2010年 | NTTコミュニケーションズ（OCN）                         |
| 90°システム広告スポンサー                                                              | 2009年 - 2012年 | 日本コカ・コーラ                                       |
| 百年構想パートナー                                                                     | 2003年 - 2022年 | 朝日新聞社                                             |
| ワールドチャレンジスポンサー                                                           | 1994年 - 1997年 | 三和銀行                                               |
| オールスターサッカースポンサー                                                         | 1993年 - 1998年 | 日本コダック                                           |
| オールスターサッカースポンサー                                                         | 1999年 - 2001年 | たらみ                                                 |
| オールスターサッカースポンサー                                                         | 2002年 - 2007年 | ジャパンエナジー（JOMO）                               |
| ドリームマッチスポンサー                                                               | 1995年 - 2001年 | ジャパンエナジー（JOMO）                               |
| ネットワークパートナー                                                                 | 2002年 - 2010年 | 東日本電信電話                                         |
| ネットワークパートナー                                                                 | 2002年 - 2010年 | 西日本電信電話                                         |
| オフィシャルサプライヤー                                                               | 2008年 - 2013年 | ジョンソン・エンド・ジョンソン ビジョンケア カンパニー |
| オフィシャルタイムキーパー                                                             | 2019年 - 2020年 | タグ・ホイヤー                                         |
| フェアプレーパートナー                                                                 | 2012年 - 2014年 | 東京エレクトロン                                       |
| オフィシャルVAR・フェアプレーパートナー                                                | 2020年          | トップ                                                 |
| アソシエイト                                                                           | 2015年          | 日本航空                                               |
| アライアンスマーケティングパートナー                                                   | 1993年 - 2013年 | 博報堂DYメディアパートナーズ                           |
| アライアンスマーケティングパートナー                                                   | 1993年 - 2013年 | 博報堂                                                 |
| オフィシャルブロードキャスティングパートナー                                           | 2007年 - 2016年 | スカパーJSAT                                           |
| J2サポーティングカンパニー                                                             | 2002年 - 2003年 | 大日本印刷                                             |
| スポーツ振興くじ販売代理                                                               | 2023年          | 楽天グループ（楽天toto）                               |
| サポーティングカンパニー                                                               | 2022年 - 2024年 | TikTok                                                 |
| ※2014年のJ3リーグに設定されていた独自の協賛スポンサーについてはJ3リーグ#協賛団体参照。 |                 |                                                        |

## 海外の提携リーグ
- タイ・プレミアリーグ（2012年2月、パートナーシップ協定締結）
- ベトナムサッカーリーグ（2012年8月、パートナーシップ協定締結）
- ミャンマーサッカーリーグ（同上）
- カンボジア・リーグ（2013年5月、パートナーシップ協定締結）
- Sリーグ（2013年6月、パートナーシップ協定締結）
- インドネシア・スーパーリーグ（2014年1月、パートナーシップ協定締結）
- イランサッカーリーグ（2015年1月 - 2017年、パートナーシップ協定締結）
- マレーシア・スーパーリーグ（2015年2月、パートナーシップ協定締結）
- カタール・スターズリーグ（2015年5月、パートナーシップ協定締結）
- Aリーグ（2016年5月、戦略的連携協定締結）
- ラ・リーガ（2017年6月、戦略的連携協定締結）

## 諸問題

### 自治体との関係
Jリーグは入会を希望するクラブに対して「地域との協力関係およびホームスタジアム、練習場等に関する調査」を行うことになっており（Jリーグ規約第17条）、加えて各クラブがホームタウンと定めた自治体から「全面的な支援が得られること」を求めている（Jリーグ規約第24条第1項第1号）。
また、Jリーグ全60クラブのホームスタジアムの多くは地元自治体が資金拠出して整備し保有する「公設公営」のスタジアムでありながら、Jリーグのホームスタジアムとして利用する際にはクラブライセンス制度に基づいて一定以上の設備要件（屋根の設置、規定数以上のトイレの確保、など）を求めておりいるが、近年では老朽化や設備不備に伴うスタジアムの更新に自治体側が難色を示したり、自治体によるスタジアム整備が進まないことでライセンス剥奪の可能性が取り沙汰される事態も生じている。また、整備の方向性や整備手法を巡って行政サイドがクラブ側の希望や検討組織の意見に対して否定的な方向性を示すケースも見られるほか、ライセンス基準を念頭に整備されたスタジアムにおいても、クラブの成績不振などを遠因として収益が見込めず建設費用の償還が行政の負荷になっているのではないかとの意見もある。
こういった点から、Jリーグ（クラブ）の運営がホームタウンとなっている自治体の拠出する税金に依存しているのではないかとの批判があり、インターネット上などで「税リーグ」と揶揄され、チェアマンやクラブオーナー、Jリーグのクラブライセンスマネージャーに問いただそうとする状況も発生している。
全日本空輸 (ANA) のシンクタンク・ANA総合研究所の主席研究員・廣岡信也は2024年8月30日付けで「Jリーグは誰のものか」というレポートを公開。この中で、前述のとおりスタジアムの多くが地元自治体が整備したものであること、ライセンスに関する諸問題があることを踏まえ、「Jリーグの基準を満たすためには屋根を設置するなどコストが掛かる。反面、専用球技場であれば芝の養生のために使用頻度は限られ、多くの収入を見込めないばかりか市民が使用する機会もかなり制限されてしまうのである。これでは本当に（Jリーグクラブのスタジアム整備のために）税金を投入する価値があるのであろうか」と述べ、用地面や費用面、稼働率などの面で優れた「費用対効果の良いBリーグの支援（≒アリーナの整備）を優先させる可能性は高い」と述べている。
一方で、スポーツ庁と経済産業省による「スタジアム・アリーナ改革ガイドブック」 で示した「スタジアム・アリーナ改革の全体像」によれば、スタジアム・アリーナの新築、改築、改修においては資金面やリスクの観点から公的な資金の提供が不可欠としつつ、民間活力の活用による多様な事業方式（PFI、コンセッション、公設民営など）・資金調達方式を活用・充実させることが必要と述べ、併せてスポーツで稼いだ収益をスポーツへ再投資することを促し、地域経済とスポーツ関係者が連携しつつ自律的に成長を遂げるための資金循環のシステムを実現することが必要と述べており、スタジアム整備に当たって自治体の関与を必要としつつも、特に資金面に於いて新たな手法の導入を推進している。

### 親会社との関係
Jリーグ所属クラブについては（Jリーグ規約に明記はないものの）企業名等を直接想起させる名称を用いない取り扱いがなされている（#クラブ名称表記及び命名権#日本のサッカー参照）。Jリーグ発足当初はその大半が実業団チームを母体としていたこともあり、母体企業からの資金拠出について初代Jリーグチェアマンの川淵三郎は日本プロ野球 (NPB)加盟球団の赤字補填処理を親会社が行う場合、税法上この費用を親会社の広告宣伝費として取り扱ってきたことを踏まえ、Jリーグクラブについての税法上の取り扱いについて国税当局に照会した際に、国税当局からはNPB球団の税法上の取り扱いは国税庁長官発の通達（職業野球団に対して支出した広告宣伝費等の取扱について、通称「直法1-147号」）に基づくものであることを示された上で、Jリーグクラブに対しては「小さくてもユニフォームの中に社名やマークが入っていれば良い」との言質を得た。実際に当時のJリーグクラブの親会社の多くがユニフォームに社名を入れることによって赤字を広告宣伝費として処理していたとの言及がある。
しかし「直法1-147号」は職業野球団（すなわちプロ野球球団）に対象を限定しており、川淵によるやりとり以降もJリーグクラブは対象外であった。ヴィッセル神戸のオーナーで楽天代表の三木谷浩史は2005年の講演で「野球の球団の場合、税務上、損金を親会社と通算できるんです。たとえば30億円の赤字があったとしても、それは親会社の広告宣伝費として計上していいという、特例が認められています。サッカーはそれが認められておりません」と述べており、元Jリーグ専務理事でファジアーノ岡山オーナーの木村正明も、2024年のインタビューで「これ（親会社が赤字補填のため捻出した協賛金の税制優遇措置）はプロ野球球団だけに認められていた」と証言している。
こういった経緯のもと、コロナ禍で試合数が減った場合に広告価値が減るとみなされ、税金を払った後に課税されるという税優遇が認められない可能性が生じたことから、2020年（令和2年）5月11日に「Jリーグ専務理事・木村正明」の名義で国税庁に「Jリーグクラブに対する同様の取り扱い（親会社によるクラブへの損金処理を広告宣伝費扱いとすること）の確認」を文書で照会したところ、国税庁が「（一般的な回答として）その解釈で問題ない」と回答したことにより、Jリーグクラブの赤字を親会社が補填する際、税制上親会社の宣伝広告費として処理する事が明確に認められるようになった。
クラブ親会社における「広告宣伝媒体としてのJリーグクラブ」については2024年の大宮アルディージャのレッドブルGmbHによる買収の動きを期に話題に上ることが増え（#クラブ名称表記参照）、2024年7月27日付の日本経済新聞は「日本初『外資オーナー』 割安で魅力 広告価値に課題も」と題した記事の中で「有力クラブの親会社の関係者」のコメントとして「クラブ名から企業名を排除する事はクラブの広告価値を大きく下げる事に繋がり、Jリーグのクラブより企業名が排除されていないマイナースポーツの社会人チームの方が広告価値が高い」という趣旨の内容を掲載している。
また、前述のANA総合研究所・廣岡主席研究員のレポートでは「Jリーグは基本的な考えである『地域名＋愛称』のままで赤字補填が可能な体制を作り上げたのである。これはJクラブにとっては朗報であるが、企業にとっては良いことなのであろうか」「NPBと違いメディアで企業名やブランド名が訴求できないにもかかわらず、クラブが赤字である限り親会社は広告宣伝費を払い続けることになった」と言及した上で、「親会社のメリットは何であろうか」「（親会社が資金を拠出することが）対価として見合っているのか」との疑念を投げかけている。
FC町田ゼルビアのオーナーでサイバーエージェントの藤田晋社長は、サッカーチームの年俸がスポンサーに依存している状況に対する同社株主からの質問に対し「サッカー自体で収益が成り立つようにしてほしいと思う」との見解を示している。

### 選手の海外移籍とJリーグの「空洞化」
かつて選手の海外移籍は、日本代表クラスの選手でも中心選手に限られていたが、2010年代に入ると日本人選手の海外移籍が増加していき、その流れが加速した末、Jリーグを経ずに海外クラブに加入する事例も生じている。こうした結果、Jリーグ全体でいわゆる「働き盛り」の選手層が薄くなり、Jリーグの「空洞化」を招いているのではないかと複数の関係者から指摘されている。

## 今後の課題と展望
Jリーグは2021年4月6日に行われた実行委員会後の記者会見で、リーグの将来像を議論する「リプランニング推進チーム」を2021年4月1日付で創設したことを明らかにした。専務理事の木村正明が中心となって推進するもので、以下の項目について実現可能性の模索、前提となる研究分析を検討していくことが示されている。
選択と集中の意思決定が必要だが、実現可能性を模索したいもの
- 視聴拡大のための体制強化
- リーグ内組織の最適化による、さらなる価値向上（人材リソースの最適化）
- toC戦略の確実な実行（来場者に対する伝える中身・伝える方法）
- クラブ&企業マッチング機能の充実
- 23区スタジアム（ロンドンのウェンブリー・スタジアムのような、中立地として使えるスタジアムを整備する構想）

思想レベルの意識転換が必要で、前提となる研究分析を継続するもの
- 傾斜配分割合の増加
- ネーミングライツ解禁（クラブ名に企業名称を容認するか否か）
- 上場解禁（クロスオーナーシップとの整合性）
- ホームタウン規制緩和（特に東京都内での他クラブによるイベントの可能性）
- リーグ構造の見直し

このうち、「リーグ構造の見直し」に関しては、2014年の時点でJ1・J2・J3の合計クラブ数の上限を60と設定していることを明らかにし、J3クラブが20クラブに達した時点で以降の形をどのようにするかを検討する内容で2021年9月末までに結論を出す意向であることを明らかにしており、一部メディアが報じた、J1リーグよりも上位に位置するいわゆる「プレミアリーグ」を設置する構想 については、意見としてはあるものの「一切議題には入っていない」と否定している。
また、『上場も考慮した資本流動性の研究』の一環として、「株式異動に関わるルール・規則」については、2022年2月28日にオンラインで行われたJリーグ理事会で決議され、2022年3月1日付で改定された。この改定では、現状不可能であるサッカークラブの株式上場がJリーグの新しい成長戦略として挙げられ、資本力のある投資家を呼び込み、クラブの経営管理体制を強化するといったJリーグ自体の発展に加え、価値の向上に反映させていくことが目的とされる一方で、インテグリティの観点によって、サッカークラブの株式保有の禁止対象について、再定義させることになったもの。また、15％未満の保有株式が移行した場合に、Jリーグへの報告義務は廃止となるが、敵対的買収や反社会的勢力などの不適切な株主への対策の一環として、15％以上保有する大口の株主の場合はJリーグの方で審査を行うことになった。
2022年11月15日に、Jリーグは、新たな成長戦略として「58クラブが、それぞれの地域で輝く」と「トップ層が、ナショナル（グローバル）コンテンツとして輝く」という2つの成長テーマを掲げ、その上で、「配分金構造の見直し」と「リーグ組織のガバナンス改革」という、2つの「成長戦略を実現するための構造改革」を行うことを明らかにした。「成果創出を後押しし、高みへの挑戦を促す新たな配分ルールへ」を目的とした「配分金構造の見直し」に関しては、「カテゴリー間の配分比率の見直し」と「同一カテゴリー内の配分方法の見直し」を掲げ、また、「リーグ組織のガバナンス改革」に関しては、「より質の高い議論とスピーディーな意思決定を実現する会議のあり方へ」を目的とした「会議等の意思決定構造の見直し」として「理事会の見直し」と「実行委員会の見直し」を掲げ、そして、「クラブの成果創出を実現できる執行体制の強化」を目的とした「リーグ執行機関の組織構造の見直し」として「執行役員の新設」と「変動報酬制の導入」、それに、「経営会議の新設」を掲げている。